# Sveriges herrlandslag i fotboll
Sveriges herrlandslag i fotboll, Blågult, med Strawberry Arena (tidigare kallad Friends Arena) som nationalarena, representerar Sverige i fotboll på herrsidan. Landslagets största framgångar är OS-guldet i London 1948, VM-silvret på hemmaplan 1958, VM-bronsen 1950 och 1994 samt OS-bronsen 1924 och 1952.
Sedan den 1 mars 2024 är Jon Dahl Tomasson förbundskapten.

## Historia

### 1908–1933: Träningslandskamper och olympiska spel

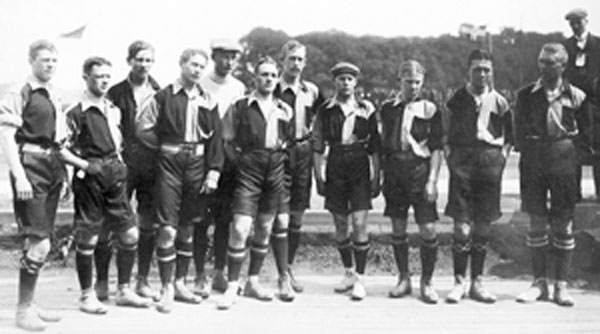
Sveriges första fotbollslandslag, 1908. Thor Eriksson, Gustaf Bergström, Karl Gustafsson, Nils Andersson, Ove Erickson, Thodde Malm, Erik Börjesson, Kalle Ansén, Sven Olsson, Erik Bergström och Hans Lindman.

Då fotboll skulle stå på programmet i OS i London 1908 började planer på att delta med ett svenskt landslag att formas. Då Sveriges olympiska kommitté sagt ja till att skjuta till medel för ett deltagande insåg man att ett internationellt träningsmotstånd behövdes och inbjudningar till de övriga nordiska länderna sändes ut. Danmark svarade genast nekande, Finland ansåg sig för svagt medan Norge (som inte heller de spelat någon internationell match) tackade ja. Länderna kom överens om att mötas i en officiell landskamp den 12 juli 1908 på Idrottsplatsen på Levgrens äng (på platsen för dagens Gamla Ullevi) i Göteborg. Det svenska laget, synnerligen Göteborgsbetonat, som tagits ut av en uttagningskommitté bestående av C. L. Kornerup, Gösta Dalman, Wilhelm Friberg och Anton Johanson, hade ursprungligen följande sammansättning:
Ove Erickson (IFK Göteborg) – Theodor Malm (AIK), Nils Andersson (IFK Göteborg) – Sven Olsson (Örgryte IS), Hans Lindman (IFK Uppsala), Thor Eriksson (Örgryte IS) – Gustaf Bergström (Örgryte IS), Erik Bergström (Örgryte IS), Erik Börjesson (IFK Göteborg), Karl "Köping" Gustafsson (IFK Köping) och Samuel Lindqvist, (Djurgårdens IF). Reserver var Karl Ansén (AIK), Arvid Fagrell (IFK Göteborg), Åke Fjästad (IFK Stockholm) och Olof Ohlsson (IFK Eskilstuna). Dock skulle det visa sig att Samuel Lindqvist fått förhinder och att Fagrell skulle träda in på dennes plats i den svenska kedjan. Av oklara omständigheter blev det ändå till sist Karl Ansén från AIK som fanns med i startelvan istället för Lindqvist.
Mellan 2 000 och 3 000 åskådare fanns på plats för att se de historiska elvorna ta den grusade planen i besittning och låta domaren Charles Smith, en i Göteborg boende engelsman, blåsa igång tillställningen. "En del av norrmännen använde benskydd, något som man i Sverige ansåg sig ha vuxit ifrån", som man i svenska tidningar kunde läsa kring beskrivningen av matchen. Efter en nervös svensk inledning då Norge redan i den första spelminuten tagit ledningen efter ett misslyckat svenskt uppspel fick Sverige inom kort tid två straffar som dock båda missades. Man kvitterade ändå till sist, efter ca 15 minuters spel; detta genom "Köping" Gustafsson som därmed blev den första svenska landslagsmålskytten. Sverige kunde gå till halvtidsvila med 5–2 för att sedan med både vinden (vridande mot sidvind) och solen i ryggen göra ytterligare sex mål i andra halvlek. Bäste svenske målskytt blev Erik Börjesson med fem mål när svenskarna till sist vann med 11–3. Tidningarna summerade det hela med noteringen "Efter matchen hurrade lagen för varandra, och man åtskildes efter att ha konstaterat att våra gossar i fotboll stå framom norrmännen".
Under det första landslagsåret mötte Sverige även England, Nederländerna och Belgien; samtliga matcher slutande med förlust. Samma år åkte man också på sitt största nederlag i historien då man i Olympiska spelen i London förlorade med 1–12 mot Storbritannien.
Under 1910- och 1920-talet spelade Sverige ett antal vänskapsmatcher varje år, ofta mot grannländerna Danmark, Norge och Finland (de sistnämnda hade eget landslag från 1911 trots att man blev självständig stat först 1917). Efter att i augusti 1916 förlorat en landskamp mot USA med 2–3 vann Sverige i Stockholm i oktober samma år för första gången över Danmark som dittills vunnit alla möten länderna emellan sedan utbytet inleddes 1913.

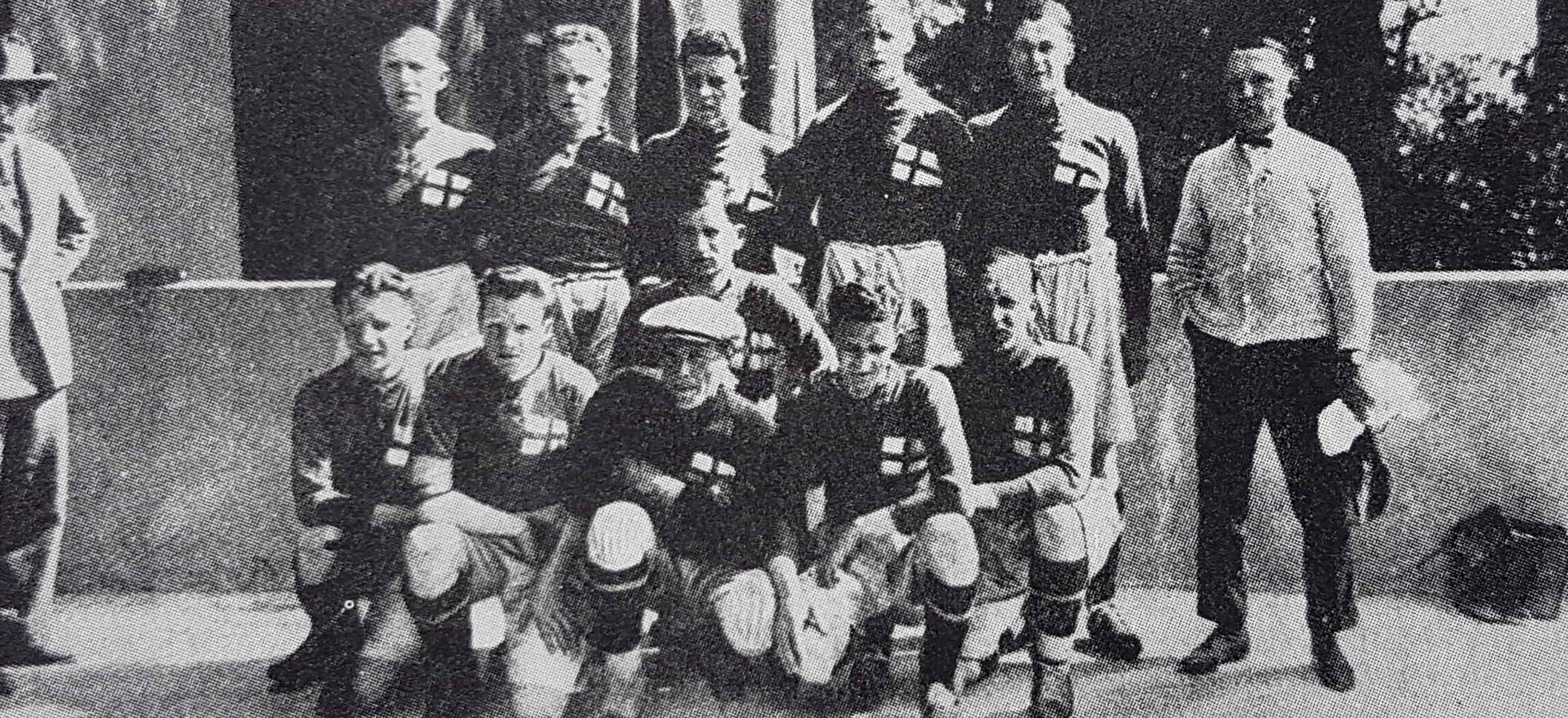
Bronslaget i Paris OS.

I tävlingssammanhang deltog Sverige i Olympiska spelen 1912 i Stockholm, 1920 i Antwerpen i Belgien och i Paris i Frankrike 1924. I OS 1924 fick Sverige sin första stora internationella framgång på landslagsnivå då man lyckades ta hem bronset. I turneringen, där Sverige inledde med att sensationellt nog besegra regerande mästarna Belgien med 8–1, utnämndes Rudolf "Putte" Kock till bästa vänsterytter och han var tillsammans med Sven Rydell och målvakten Sigge Lindberg tongivande i det svenska laget. Den 29 maj 1927 besegrades Lettland med 12–0 i en landskamp i Stockholm vilket fortfarande (tillsammans med den senare segern över Korea i OS 1948) är landslagets största segermarginal.

### 1933–1939: Japaner, kubaner och brasilianare
Sverige ställde inte upp i det första världsmästerskapet i Uruguay 1930. Fyra år senare var man dock med. Efter kvalsegrar över Estland och Litauen under sommaren 1933 tog sig Sverige till VM i Italien 1934 där man i andra omgången åkte ut mot Tyskland efter att i första omgången ha slagit ut ett av 1930 års finallag, Argentina. En av semifinalerna och finalen kom att dömas av svenske Ivan Eklind som efter båda matcherna kritiserades för att ha gynnat den slutliga vinnaren, hemmafavoriten Italien.
I Olympiska spelen i Berlin 1936 förlorade Sverige högst oväntat mot Japan med 2–3 redan i den första omgången och blev därmed utslaget. Matchen ses än idag som ett av svensk fotbolls största fiaskon och lever vidare i folkminnet tack vare Sven Jerrings klassiska radioreferat om "Japaner, japaner, japaner...".
I VM i Frankrike 1938 gick det bättre. Sverige, som nu som första nation någonsin färdades med flyg till ett mästerskap, hade tillsammans med Tyskland gått vidare från kvalgruppen med Estland och Finland och man lottades därefter mot Österrike i den första VM-matchen. Svenskarna gick dock vidare på walk over då Österrike anslutits till Tyskland i mars samma år. Man slog därpå Kuba med 8–0 i kvartsfinal men föll sedan med 1–5 mot Ungern i semifinalen. Sverige förlorade också matchen om tredjepriset mot Brasilien vilka enligt den av tidens rastänkande Europafärgade journalisten (och VM-domaren från 1934) Ivan Eklind på Idrottsbladet bestod av "elva jonglörer, varav 5 negrer, 5 mulatter och en vit". Sverige slutade därmed på fjärde plats i en turnering som ändå var den största framgången dittills i VM-sammanhang.

### 1939–1945: Under andra världskriget
Under andra världskriget var idrottsutbytet mellan länder kraftigt begränsat men Sverige, som stod utanför kriget, spelade trots det fotbollslandskamper, mestadels mot de övriga nordiska länderna och neutrala Schweiz. Dock innefattade landskampsutbytet även två vardera matcher mot Ungern och Tyskland. Matcherna mot Tyskland vanns båda två; i Berlin med 3–2 och i Solna med 4–2.

### 1945–1959: Medaljer och svensk proffsvåg

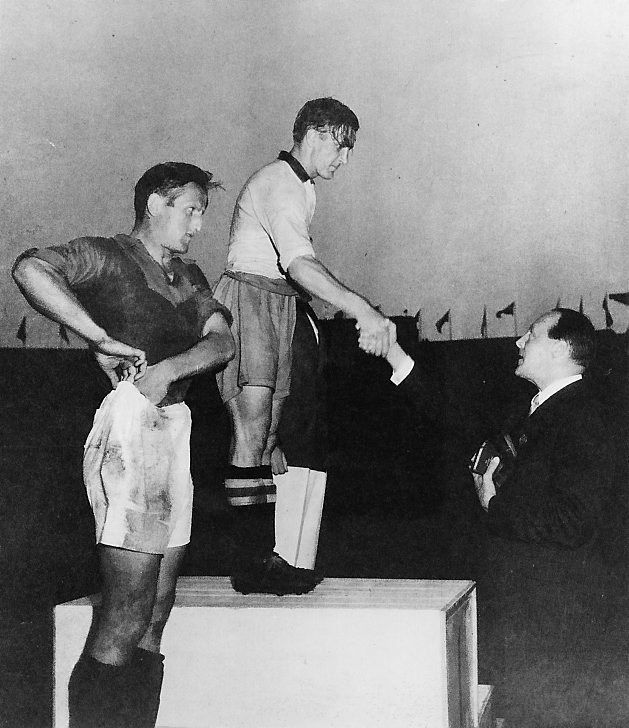
Birger "Bian" Rosengren på prispallen 1948.

De första efterkrigsåren blev början till nya framgångar för Sverige tack vare en gyllene generation av spelare omkring 25–30 år gamla. 1945 besegrades Norge med hela 10–0 och i 1948 års olympiska fotboll i London ansågs Sverige, ledda av coachen George Raynor och med bland andra de tre bröderna Bertil, Knut och Gunnar Nordahl i landslaget, ha goda chanser att hävda sig väl. Genom en vinst med 3–0, varav två mål av Gunnar Nordahl, i inledande åttondelsfinalen mot det starka Österrike på ett vattensjukt White Hart Lane nådde Sverige kvartsfinal som slutade med Sveriges hittills största vinst någonsin, hela 12–0 mot Republiken Korea (Sydkorea) (efter en tidig ledning med 3–0 efter blott 27 matchminuter), trots påtaglig rädsla för ett nytt misslyckande mot en så kallad blåbärsnation likt förlusten mot Japan i senaste åttondelsfinalen i Berlin 1936. Segersiffrorna stannade till sist vid 12–0 i Sveriges största seger i tävlingssammanhang någonsin. I följande semifinal mot nordiska rivalerna Danmark utmärkte sig framför andra Henry Carlsson (också känd som "Garvis") som enligt engelska Daily Mail ...gjorde allt utom att dribbla av den olympiska elden..., när två mål var från Carlsson och högeryttern Kjell Rosén gav Sverige en finalplats efter seger med 4–2. Finalen mot Jugoslavien den 13 augusti på Wembley Stadium blev en av de mest fysiskt hårda matcher ett svenskt landslag spelat. Sverige, som genom Gunnar Gren tog ledningen efter 24 minuters spel, beklagade sig över motståndarnas armbågar och efterslängar medan jugoslaverna kallade svenskarna för "fascister och gangsters" och menade att de gynnades av domaren. Efter Jugoslaviens kvittering gjorde Gunnar Nordahl 2–1 strax efter paus. Samme man ordnade sedan fram den straffspark Gren i den 67:e minuten "tittfintade" in till 3–1 som också blev slutresultatet och därmed gav Sverige sin hittills enda olympiska mästartitel. I Svenska Fotbollförbundets Jubileumsbok 1904–2004 kan man om segerscenerna efter matchen läsa att "en överraskad och gråtfylld Sven Jerring kunde /från prispallen/ meddela att stora, starka, svenska karlar grät och pussades!/.../" när lagkaptenen Birger "Bian" Rosengren som ensam man stod överst som tecken på Sveriges turneringsseger. Gunnar Gren, Gunnar Nordahl och Nils Liedholm fick här sina internationella genombrott och Nordahl som skyttekung med sju mål blev därpå den förste svensken att bli utlandsproffs. Han återförenades snart i italienska Milan med Liedholm och Gren i den senare berömda trion kallad Gre-No-Li. De tre proffspionjärerna följdes snart av flera andra svenska spelare.

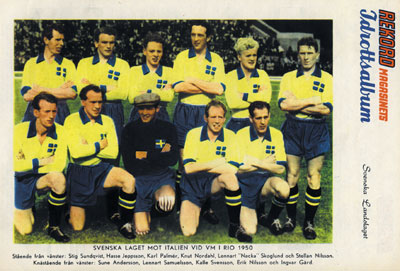
Sveriges lag i segermatchen mot Italien i VM 1950.

Från 1950 valde den svenska förbundsledningen liksom en del andra landslag att enbart låta amatörspelare få spela i landslaget. Trots proffsens (däribland flera av de olympiska mästarnas) frånvaro nåddes nya framgångar i Brasilien-VM 1950, med vinst mot regerande världsmästarna Italien med 3–2 och oavgjort resultat 2–2 mot Paraguay, som tog Sverige vidare till finalgruppspelet vilket dock började med två förluster med 1–7 mot värdarna Brasilien och 2–3 mot blivande världsmästarna Uruguay men avslutade med vinst med 3–1 mot Spanien, som räckte för att ge Sverige bronset (vilket var Sveriges första VM-medalj). Bland de svenska spelarna utmärkte sig målvakten Kalle Svensson så pass att han därefter fick smeknamnet "Rio-Kalle" – trots att de matcher han dominerade i faktiskt spelades i São Paulo. Andra tongivande spelare var tremålsskyttarna Stig "Vittjärv" Sundqvist och Calle Palmér, och tvåmålsskytten Hasse Jeppson, de två senarenämnda bildade innertrion "Pal-Jep-Sko" ihop med den 20 år unge Lennart "Nacka" Skoglund som här fick sitt genombrott då han blev utsedd till turneringens bästa vänsterytter och därefter blev proffs.
I följande olympiska spel 1952 i Helsingfors missade de då regerande olympiska mästarna Sverige final efter en storförlust i semifinalen med hela 0–6 mot dåtidens dominerande fotbollslandslag, tillika blivande olympiska mästarna, Ungern Anförda av spelgeniet Ferenc Puskàs och storskytten Sándor Kocsis maldes svenskarna ner med hela 6–0. men lyckades repa nytt mod och vinna olympiskt brons efter vinst med två avgörande mål av Ingvar Rydell följt av Gösta Löfgren i matchen om tredjepris mot Tyskland (gemensamt väst- och östtyskt lag). Det följande året hade fotbollsförbundet bestämt sig för att inte heller nu tillåta utlandsproffs att spela i landslaget och Sverige misslyckades följdriktigt att ta sig till världsmästerskapet i fotboll 1954 i Schweiz, efter att ha slutat i sin kvalgrupp bakom gruppvinnarna Belgien.

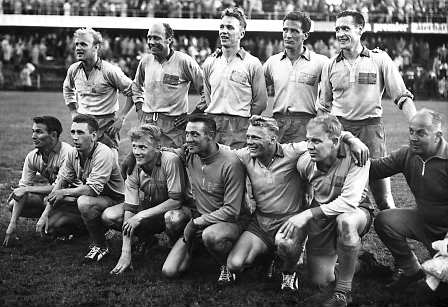
Silvermedaljörerna i VM 1958, inför finalmatchen mot Brasilien.

Inför världsmästerskapet i fotboll 1958, till vilket Sverige var direktkvalificerat som värdland, beslutades att för första gången ta ut spelare från utländska ligor. Med både utlandsproffs, spelare från Allsvenskan och division II lyckades svenska landslaget inför hemmapubliken nå sin hittills enda VM-final, efter vinst i varje match utom den mållösa matchen mot Wales och blott två insläppta mål före finalen, i matchen mot Ungern som slutade med en senare ungersk reducering till 2–1 och i semifinalen mot regerande världsmästarna Västtyskland, som började med ett västtyskt ledningsmål av Hans Schäfer men var stökig (med bl.a. en utvisning på Erich Juskowiak) och slutade med svensk vinst efter en tidig kvittering av "Nacka" Skoglund och, i slutet av andra halvlek, två ledningsmål av Gunnar Gren följt av Kurt Hamrin, som i slutminuterna gjorde ett av svensk fotbolls mest omtalade mål: Hamrin hade velat få tiden att gå och långsamt börjat driva bollen längs sidlinjen och, efter en attack av västtyskarna, börjat dribbla från mittlinjen ned mot kortlinjen, in i straffområdet och, då alla förväntade sig en passning, "lirkat" in 3–1 ur en snäv vinkel, men blivande världsmästarna Brasilien visade sig till slut vara för svåra, trots ett tidigt ledningsmål av Nils Liedholm, och lyckades med sin överlägsna fart, teknik och improvisation glida ifrån till vinst med 5–2 efter bland andra två mål av den då 17-årige framtida världsstjärnan Pelé. Det svenska laget bestod av idel profiler såsom Kalle Svensson, Orvar Bergmark, Agne Simonsson, Kurt Hamrin, Gunnar Gren, Nacka Skoglund, Nils Liedholm och Bengt "Julle" Gustavsson.

### 1960–1968: Fall på mållinjen

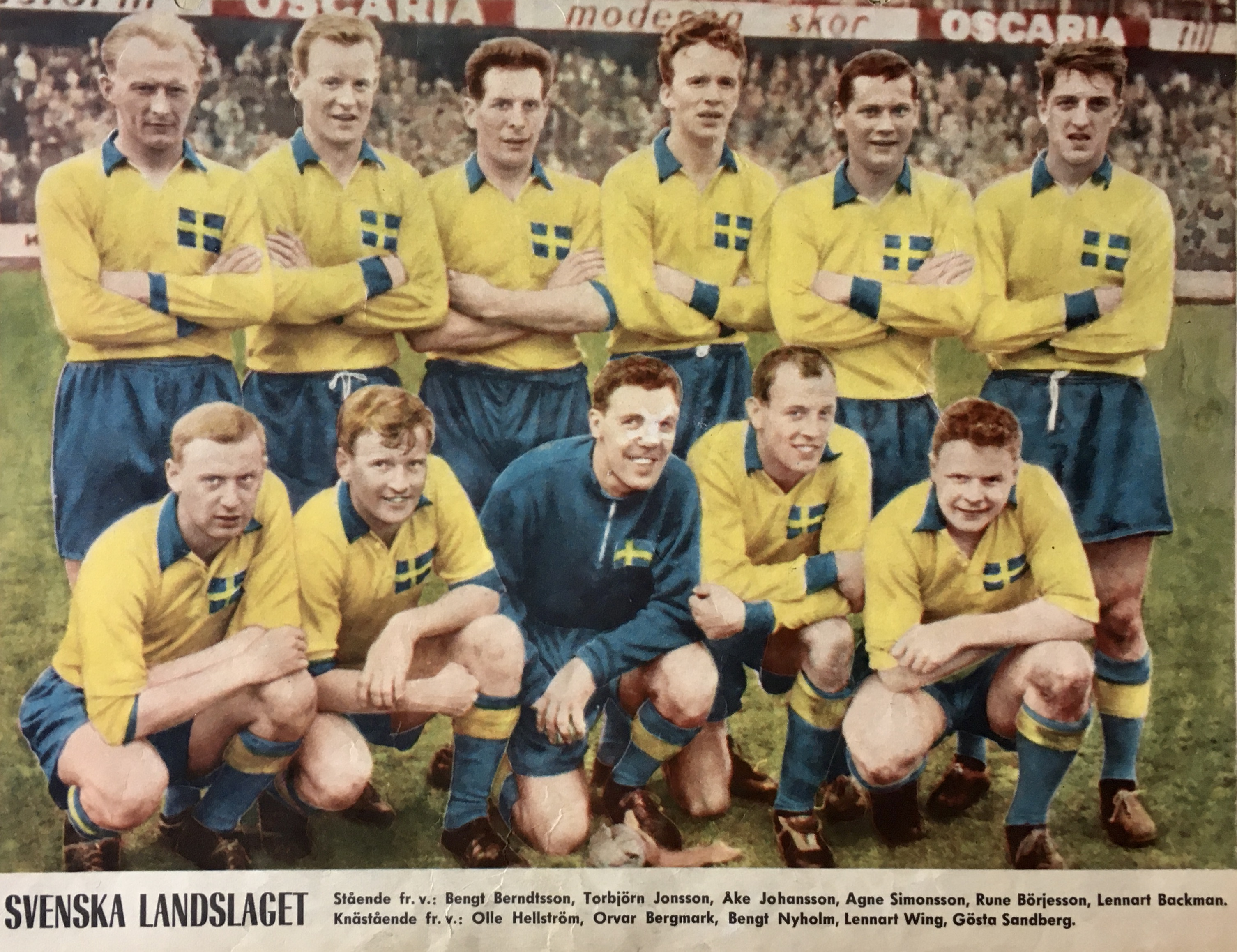
Svenska herrlandslaget i fotboll, som den 28 maj 1961 segrade med 4-0 över Schweiz.

Under 1960-talet lyckades det svenska landslaget inte kvala in till vare sig VM-slutspelet i Chile 1962 eller VM i England 1966; båda gångerna föll man på mållinjen. 1961 förlorade Sverige efter omspel mot Schweiz på neutral plan i Västberlin (där dock större delen av åskådarna hållit på Schweiz i en revanschlusta efter Sveriges VM-seger över Västtyskland tre år tidigare) i en match som slutade 1–2 efter att svenskarna tagit ledningen genom Yngve Brodd. I kvalet till VM 1966 spelade Sverige oavgjort i bortamatchen mot Västtyskland men förlorade sedan returen på Råsunda hösten 1965 med 2–1 trots en ledning med 1–0. Tyskarna, som senare skulle ta sig till en VM-final på Wembley, tog därmed förstaplatsen i kvalgruppen med Sverige som tvåa och med Cypern sist.
Den största framgången för landslaget under 1960-talet blev kvartsfinalen i Europacupen för landslag 1964, en turnering som startat 1960 utan svenskt deltagande. I ett turneringsformat som spelades över tre år med både hemma- och bortamöten besegrade man Norge i första omgången och därefter Jugoslavien innan laget föll mot Sovjetunionen i kvartsfinalen. Turneringen ersattes från 1968 av Europamästerskapet i fotboll vartill Sverige dock inte lyckades att kvalificera sig efter att ha hamnat trea i sin grupp efter Bulgarien och Portugal.

### 1969–1978: Tre raka VM-slutspel
Vid kvalspelet till VM 1970 i Mexiko lottades Sverige mot Frankrike och Norge. Sverige slog Norge både hemma och borta och 15 oktober 1969 blev man klart för sitt första VM på tolv år via seger mot Frankrike på Råsunda efter att den blivande bragdmedaljören Ove Kindvall gjort båda målen i 2–0-segern. Förlusten i bortamötet mot Frankrike i november samma år spelade ingen roll då Sverige redan vunnit kvalgruppen.

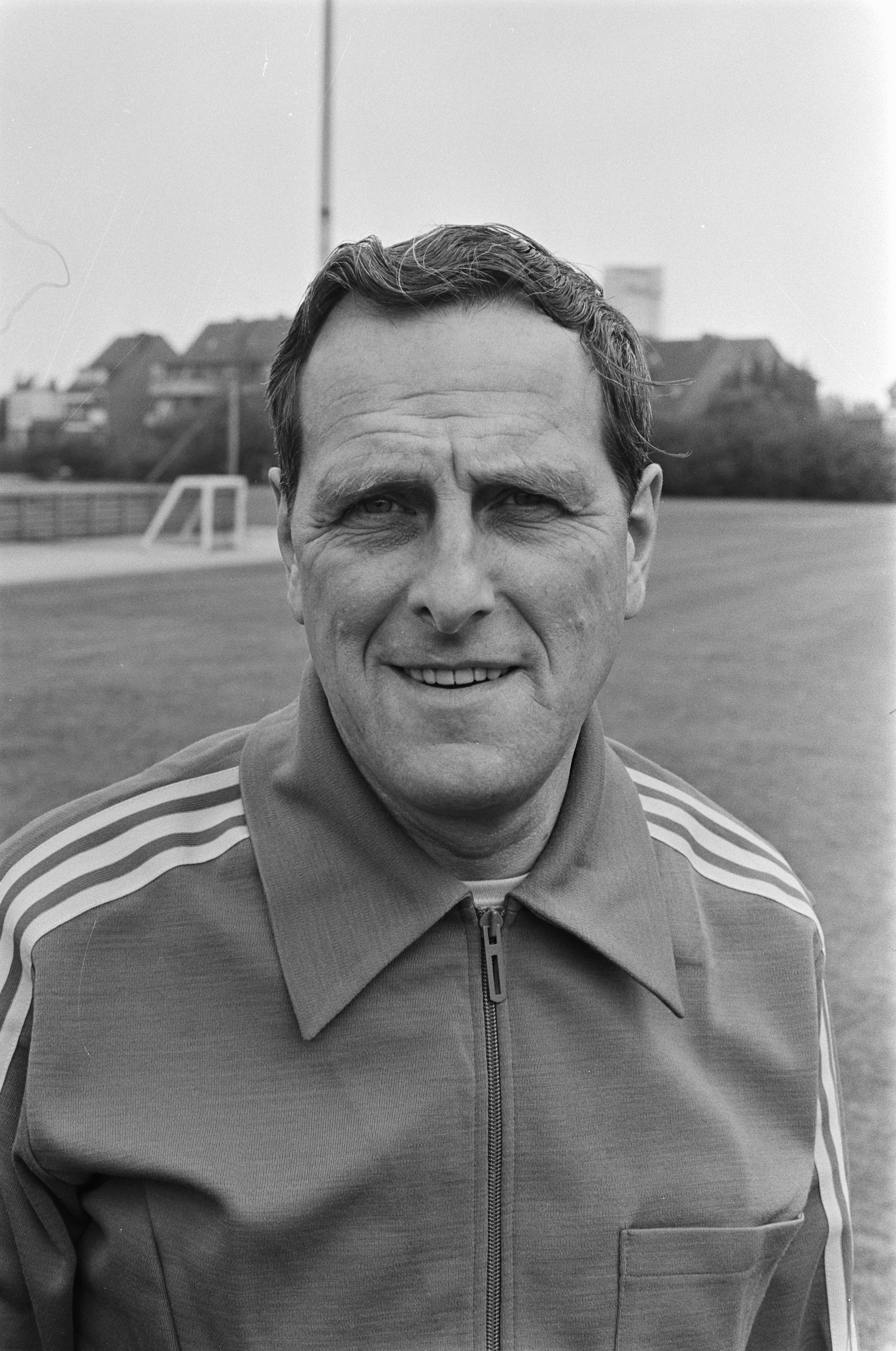
Georg "Åby" Ericson lotsade Sverige till två VM-slutspel.

I VM var Sverige lottat med blivande finalisten Italien, Uruguay och Israel i samma grupp. Trots en uppmärksammad insats av konditionsstarke Jan Olsson i mötet med Italien genom sin punktmarkering av stjärnan Riva förlorade Sverige snöpligt när Ronnie Hellström under armen släppte in ett skott från långt håll i 1–0-förlusten. I mötet med Israel fick Sverige bara med sig 1–1 och man behövde nu slå Uruguay med minst två mål för att gå vidare till kvartsfinal. Uruguay besegrades, men bara med 1–0 efter att Ove Grahn gjort mål i 90:e minuten. Sverige var därmed som första lag i VM-historien utslaget på grund av den nya regeln om målskillnad.
Sverige tog sig inte till EM-kvartsfinalspel 1972. Detta sedan man förlorat de viktiga bortamatcherna mot Österrike och Italien och endast mäktat med hemmavinster över Irland och Österrike. Den nye förbundskaptenen Georg "Åby" Ericson skulle dock komma att leda Sverige till relativt stora framgångar. 1973 vann man för första gången över Brasilien. 1–0-segern på Råsunda ingick i den världsturné (World Champions Coupe Jules Rimet Tour) de regerande världsmästarna företog efter att slutgiltigt tagit hem Coupe Jules Rimet i och med sina tre VM-segrar. Roland Sandberg gjorde det svenska målet.
1973 var också året som Sverige tog sig till VM i Västtyskland, dock via extremt små marginaler. Ett pressat Sverige hade klarat 3–3 i en match mot Ungern på Nepstadion i Budapest där VM-chansen vid förlust varit borta. I kvalets sista match hade Sverige avgörandet i egna händer och skulle vid en seger med minst två mål mot Malta på bortaplan vara klara för VM. Laget lyckades dock vinna med endast 2–1 och därmed slutade man på samma poäng och samma målskillnad som Österrike och det krävdes därför en omspelsmatch för att avgöra vilket av länderna som skulle kvalificera sig för VM. I en av svensk fotbolls mest klassiska matcher, på en snötäckt neutral plan i västtyska Gelsenkirchen, vann Sverige med 2–1 efter mål av Roland Sandberg och Bosse Larsson och därmed var VM-platsen säkrad.
I slutspelet 1974 ställde Sverige upp med ett profilstarkt lag innehållande bland andra Ronnie Hellström, Bo Larsson, Björn Nordqvist, Ralf Edström och Roland Sandberg. Det gick också bättre än fyra år tidigare då laget obesegrat tog sig vidare från det första gruppspelet. Sverige spelade två 0–0-matcher, mot Bulgarien och de blivande silvermedaljörerna Nederländerna, och i den sista gruppspelsmatchen säkrade man via 3–0 mot Uruguay avancemanget när Ralf Edström gjorde två av sina sammanlagt fyra mål i turneringen.

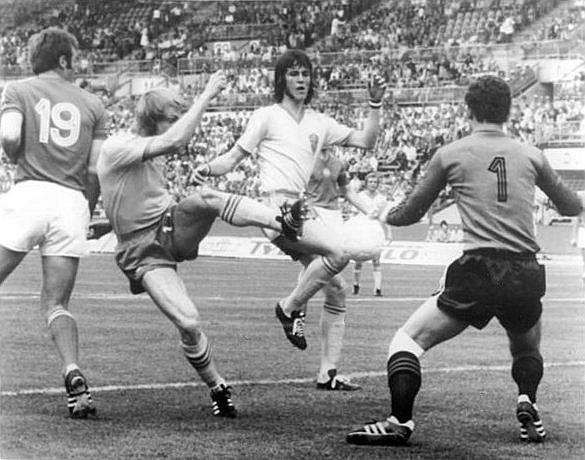
Ralf Edström och Roland Sandberg under VM 1974 mot Bulgarien.

I den andra omgångens gruppspel inledde Sverige den 26 juni i Stuttgart med förlust mot Polen, sedermera bronsmedaljörer, sedan Grzegorz Lato från nära håll avgjort matchen där Staffan Tapper blev "syndabock" efter att han missat en straffspark. Den följande matchen mot Västtyskland ansågs av många som en av turneringens absolut bästa där Sverige chockade hemmafavoriterna genom att i halvtid leda med 1–0. Detta efter ett volleymål av Ralf Edström som ses som ett av svensk fotbolls mest klassiska mål genom alla tider. Välkänt blev också kommentatorn Bengt Grives referat när han förvånat konstaterade att Sverige faktiskt var i ledningen samtidigt som han jämförde målet med Edströms tidigare fullträff mot Uruguay: "Där kommer Edström...volley...åh vilket skottl! [...] ...och jag tror nästan lika bra fart på bollen också va e klockan?" Bilderna på målet med en målskytt sträckande endast högerhanden i luften som firande (på grund av en orolig mage och rädsla för att vid för stora rörelser tappa kontrollen över rektum) fick stor spridning och visades sedan i vinjetten till det populära TV-programmet Sportspegeln under flera års tid. Efter att Sverige gjort en stark match och länge haft 2–2 kunde de blivande världsmästarna ändå avgöra till 4–2 med två mål under den sista kvarten. Sverige vann den avslutande matchen mot Jugoslavien med 2–1 och hamnade därmed till slut på total femte plats; landets bästa VM-placering sedan 1958.
Trots det på papperet starka landslag Sverige förfogade över misslyckades man med att kvalificera sig till EM-kvartsfinalspel 1976. Detta efter förluster på hemmaplan mot både Nordirland och Jugoslavien som omöjliggjorde avancemang. Sverige förlorade i maj 1976 också för första gången sedan 1937 på hemmaplan mot Danmark.
Hösten 1977 tog sig Sverige för tredje gången i rad till ett VM i och med avancemanget till VM 1978 då man vunnit en trelagsgrupp med Schweiz och Norge som motståndare. Flera av profilerna från 1974 var fortfarande aktiva (Hellström, Larsson, Edström, Nordqvist) men även nya spelare som Anders Linderoth, Hasse Borg och Torbjörn Nilsson hade nu tagit plats. I VM som spelades i Argentina fick Sverige i den första matchen oavgjort (1–1) mot Brasilien efter ett mål av Thomas Sjöberg; Sveriges dittills bästa resultat i VM-sammanhang mot världsnationen. Laget förlorade därefter mot Österrike (0–1) och Spanien (0–1) och hamnade därmed sist i gruppen med 1 poäng och målskillnaden 1–3.

### 1979–1988: Missade mästerskap
Sverige missade EM i Italien 1980 efter att i kvalet endast ha mäktat med en vinst mot Luxemburg i en grupp som också innehöll Tjeckoslovakien och Frankrike.
1980 tog Laban Arnesson över som förbundskapten men trots ledarbytet blev det ett VM i Spanien utan Sverige sedan man i kvalspelet tappat viktiga poäng mot Israel och därför fått se Skottland och Nordirland ta de två direktplatserna. 1983 möttes Sverige och Brasilien i Göteborg till minne av VM-finalen 25 år tidigare i en match som slutade 3–3.

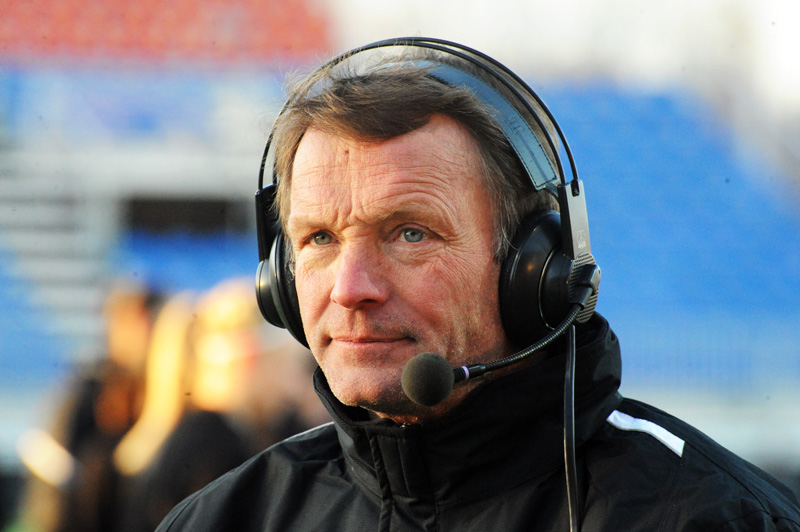
Torbjörn Nilssons comeback gav så när en VM-plats.

I kvalspelet till EM i Frankrike 1984 misslyckades Sverige åter igen, trots seger mot regerande världsmästarna Italien i både hemma- och bortamötet, att ta sig till ett mästerskap. 3–0-segern i Neapel efter två mål av Glenn Strömberg var Sveriges första seger på italiensk mark någonsin. Sverige förlorade dock både borta och hemma mot Rumänien som kvalificerade sig som enda lag från gruppen.
I kvalet till VM 1986 i Mexiko satte sig Sverige i ett bra läge att gå till ett nytt mästerskap då Torbjörn Nilsson, vid tiden allmänt ansedd som Sveriges bäste fotbollsspelare men som under fler år bojkottat landslagsspel, gjorde comeback och var helt avgörande då man i en "måstematch" lyckades besegra Portugal på bortaplan med 3–1. När Sverige sedan i oktober 1985 lyckades få 2–2 hemma mot vice världsmästarna Västtyskland efter en stark slutspurt och ett kvitteringsmål av inhoppande Mats Magnusson med matchens sista spark trodde de flesta att VM-biljetten var säkrad. En poäng mot Tjeckoslovakien borta och vinst mot avsågade Malta samtidigt som Portugal inte fick vinna borta mot Västtyskland var allt som krävdes. Då Västtyskland aldrig förlorat en VM-kvalmatch på hemmaplan fanns fortfarande chansen trots Sveriges oväntade förlust med 2–1 i Prag. Men Portugal trotsade alla odds och med ett långskott av Carlos Manuel och en sensationell 1–0-seger tog landet sig förbi Sverige i gruppen och gjorde Västtyskland sällskap till VM. Robert Prytz grät sina senare berömda tårar på landslagets middag där man via radio följt sändningen av matchen och Lars "Laban" Arnesson valde efter debaclet att kliva av från sin post.
Till ny förbundskapten utsågs den oprövade tidigare landslagsspelaren Olle Nordin. Bytet innebar dock att inte någon omedelbar förbättring och Sverige missade sitt femte mästerskap i rad när avancemanget också till EM 1988 i Västtyskland uteblev efter spel i en kvalgrupp där Italien blivit för svåra.

### 1989–1991: 1–2, 1–2, 1–2
Sverige hade för första gången på 12 år tagit sig till ett mästerskap då man vunnit sin kvalgrupp till VM 1990 före England och Polen. Mest uppmärksammad under kvalet blev mittbacken Glenn Hysén som efter sin insats på Wembley Stadium i oktober 1988, där Sverige kämpat sig till en poäng i en 0–0-match, av den största svenska kvällstidningen fick betyget 6 på en 5-gradig skala. Optimismen på laget inför VM under förbundskaptenen Olle Nordin var stor; detta då man i ett genrep bland annat utklassat Finland med 6–0 där den spelskicklige Anders Limpar dominerat och stjärnskottet Tomas Brolin gjort två mål. Men i VM-premiären blev det – trots en godkänd svensk insats – förlust mot Brasilien med 2–1 efter två mål av Careca och ett sent reduceringsmål av Brolin. Därpå mötte Sverige Skottland i en match som vid seger skulle ge svenskarna greppet om andraplatsen i gruppen men efter ytterligare en förlust med 2–1 satt man i en svår position. Dock gick övriga resultat i gruppen med svenskarna och vid vinst i den sista gruppspelsmatchen mot Costa Rica skulle man ändå via målskillnad tråckla sig vidare till en åttondelsfinal. Sverige tog ledningen med 1–0 men när en kvart återstod av matchen kvitterade Costa Rica och med två minuter kvar, genom inhoppande Hernán Medford, gjorde man också segermålet som definitivt spikade igen Sveriges VM-kista med ännu en 1–2-förlust. Tre förluster i rad innebar att Sverige för första gången misslyckades med att ta poäng i ett VM-slutspel.
Efter VM avgick Olle Nordin och Nisse Andersson blev tillfällig förbundskapten fram till 1991 då Tommy Svensson tog över.

### 1991–1994: Succéer
Till hemma-EM 1992 var Sverige som arrangör direktkvalificerade och man fick nu för första gången spela ett EM-slutspel. Bara delar av 90-laget var kvar och många nya namn som Joachim Björklund, Patrik Andersson, Janne Eriksson, Martin Dahlin och Kennet Andersson hade tillkommit. Laget inledde starkt med en 1–1-match mot Frankrike, en av EM:s favoriter, där Janne Eriksson nickat in ledningsmålet på en hörna. Man följde sedan upp med en 1–0-seger över ett Danmark som halkat in i EM tack vare ett utestängande av det krisande Jugoslavien som nu låg i inledningsfasen av det som skulle bli Balkankrigen. Sverige besegrade sedan England i en avgörande gruppspelsmatch där man vände ett underläge till seger med 2–1 sedan Tomas Brolin väggspelat med Martin Dahlin för att avgöra med åtta minuter kvar av matchen och därmed skicka Sverige till semifinal. Väl där, mot Tyskland, vägde dock svenskarna lite för lätt och var efter en hedersam 2–3-förlust utslaget. Kennet Andersson hade i slutminuterna på en långboll hoppat högre än tyske målvakten Ilgner och skarvat in en reducering; något han skulle kopiera i VM två senare – då med större betydelse.
Sverige hade gjort bra ifrån sig i EM 1992 och efter ett lyckat VM-kvalspel då man bland annat hade stornationen Frankrike efter sig i tabellen fanns det goda förhoppningar om en bra insats också I VM 1994. Till en början såg det dock sämre ut; laget var nära en 2–1-förlust i den första matchen mot Kamerun när Martin Dahlin ändå kunde kvittera till 2–2. Efter 3–1-segern över Ryssland på midsommaraftonen då samme Dahlin avgjort med två nickmål räckte sedan 1–1 mot Brasilien för att laget skulle ta sig till åttondelsfinal. Sverige hade därmed gått obesegrade från ett VM-gruppspel för första gången sedan 1974.

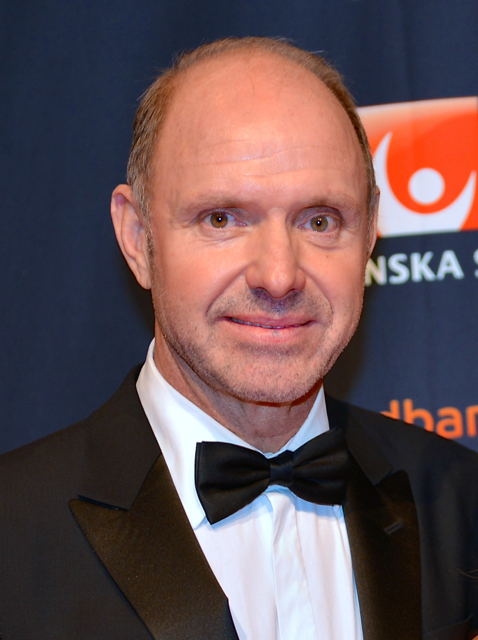
Thomas Ravelli, en av hjältarna från VM -94.

I åttondelsfinalen slog det svenska laget tillbaka Saudiarabien med 3–1 efter två mål av Kennet Andersson och man fick därefter möta Rumänien i det som skulle bli en högdramatisk kvartsfinal. Med elva minuter kvar av matchen tog Sverige ledningen med 1–0 efter en frispark av Håkan Mild som i djupled kortpassat till Tomas Brolin som smugit upp bakom den rumänska muren och därpå skjutit bollen upp i nättaket. Rumänien kvitterade dock med endast två minuter kvar av ordinarie tid genom Florin Răducioiu och förlängning följde. Här gjorde Răducioiu ytterligare ett mål och satte Rumänien i vinnarposition vilket befästes då Stefan Schwarz blev utvisad. Trots det numerära underläget och med Jonas Thern skadad lyckades Sverige via Kennet Andersson ordna en avgörande straffsparksläggning då denne hoppat högre än den utrusande rumänske målvakten Prunea och med huvudet skarvat in 2–2. Detta skedde då enbart fem minuter återstod. Målvakten Thomas Ravelli blev sedan matchhjälte genom att rädda två rumänska straffar som tog Sverige till semifinal med 5–4 på straffar och sammanlagda 7–6.
I semifinalen mot Brasilien blev Jonas Thern utvisad med en halvtimma kvar och Romário gjorde därefter segermålet (1–0) för brassarna i den 81:a matchminuten. Sverige kunde inte upprepa samma positiva spel från lagens möte i gruppspelet och var aldrig nära att hota de blivande världsmästarna. Istället för att spela VM-final mot Italien fick Sverige möta Bulgarien i en match om bronset. Här tog svenskarna hem medaljen efter en 4–0-seger där man gjort alla fyra mål redan i den första halvleken.
Sverige hade gjort sin bästa turnering sedan VM 1958 och landslaget firades med en TV-sänd välkomstfest i Rålambshovsparken i Stockholm. Flera svenska spelare hade utmärkt sig under slutspelet och Tomas Brolin som hade varit en av hela turneringens bästa spelare valdes av Fifa följdriktigt in i Världslaget. Anfallsparet Martin Dahlin och Kennet Andersson gjorde sammanlagt fler mål än den brasilianska anfallsduon Romário och Bebeto och Andersson blev med sina fem mål Sveriges bästa målskytt i ett enskilt VM genom tiderna. Backlinjen hade ett starkt mittbackspar i Patrik Andersson och Joachim Björklund och mittfältet innehöll förutom Brolin tunga namn som Klas Ingesson, Stefan Schwarz och lagkaptenen Jonas Thern.

### 1995–1997: Kvalmissar
Efter VM 1994 hade Sverige svårt att nå upp till samma nivå då man fick det svårt i försöket att nå EM i England 1996. Kvalet hade börjat med en vinst med 1–0 borta mot Island i september 1994 men sedan förlorade man mot Schweiz. I november samma år bröt sedan Tomas Brolin foten i en vinstmatch mot Ungern och med sin absolut största stjärna skadad fortsatte motgångarna i kvalet under 1995. Sverige förlorade bortamatcherna mot Turkiet och Ungern och spelade 1–1 på hemmaplan mot Island. När Sverige sedan spelade 0–0 mot Schweiz i Göteborg i september 1995 stod det klart att laget skulle missa EM-slutspelet.
Kvalspelet till VM i Frankrike 1998 gick inte bättre. I oktober 1996 vann Österrike via ett Andreas Herzog-mål med 1–0 i Stockholm och månaden efter förlorade svenskarna mot Skottland på bortaplan. Visserligen vann Sverige mot Skottland i returmatchen i Göteborg på valborgsmässoafton 1997, men i Wien i september samma år avgjorde återigen Österrikes Herzog med matchens enda mål i en för Sveriges mästerskapschanser helt avgörande match. I oktober 1997 lämnade Tommy Svensson posten som förbundskapten och Tommy Söderberg tog över.

### 1997–2004: Lars-Tommy och kvalframgångar

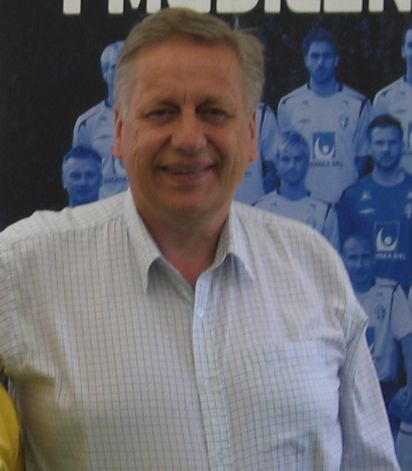
Tommy Söderberg - förbundskapten mellan 1997 och 2004.

Söderberg hade en tuff första match som förbundskapten och fick omgående utstå presskritik när Sverige åkte på en 0–4-förlust mot Spanien i Vigo. Dock blev resultaten och därmed också kritiken snart bättre då laget bland annat spelade oavgjort mot Frankrike och besegrade Danmark och Italien, alla tre matcher på hemmaplan. I kvalspelet till EM i Belgien och Nederländerna 2000 klev nya spelare som Fredrik Ljungberg, Johan Mjällby och Magnus Hedman fram när Sverige obesegrade vann sin kvalgrupp före England med endast två tappade poäng och en 2–1-seger över England på Råsunda som höjdpunkten. Dock hade Sverige på 8 matcher endast mäktat med 10 gjorda mål och problemen med målskyttet fortsatte under EM. Förluster mot både Belgien och Italien med 1–2 och 1 poäng efter en 0–0-match mot Turkiet blev resultatet som fick den svenska presskåren att ånyo utdela massiv kritik.
2001 och 2003 deltog Sverige i King's Cup, en turnering i Thailand, som man båda gångerna lyckades vinna. Vinsten 2003 var dessutom den tredje på tre försök.
Vid VM i fotboll 2002 i Japan och Sydkorea var Sverige efter det missade mästerskapet 1998 tillbaka i VM-hetluften. I kvalet gjorde laget resultatmässigt bra ifrån sig men förbundskaptensduon Tommy Söderberg och Lars Lagerbäck fick under gången ändå viss kritik då spelet inte övertygade. Kritiken tystnade dock när Sverige vunnit den svåra bortamatchen mot Turkiet med 2–1 och därmed rott avancemanget till VM i hamn med en match kvar att spela.
I VM-slutspelet 2002 lottades Sverige mot Argentina, England och Nigeria i en svår grupp som av media genast benämndes "Dödens grupp". Det svenska laget klarade dock oavgjort mot England i öppningsmatchen efter att Niclas Alexandersson kvitterat och i matchen mot Nigeria togs tre poäng efter två mål av Henrik Larsson som gav en svensk 2–1-seger. I den avslutande gruppspelsmatchen klarade Sverige oväntat oavgjort mot Argentina efter att Anders Svensson gjort ett frisparksmål i en match där latinamerikanerna kvitterade och sedan satte Sverige under stort tryck. Svenskarna stod emot den kraftiga pressen och med en hel del tur var man vidare som gruppetta. Sveriges sorti kom dock redan i matchen därpå sedan Senegal avgjort med ett golden goal i förlängningen av åttondelsfinalen som vid full tid slutat 1–1 efter att Henrik Larsson med ett nickmål gett Sverige ledningen med 1–0. Anders Svensson var nära att bli svensk matchvinnare när han efter en "snurrfint" i straffområdet i den femte förlängningsminuten fintat bort sin motståndare och träffat stolpen med ett högerskott.

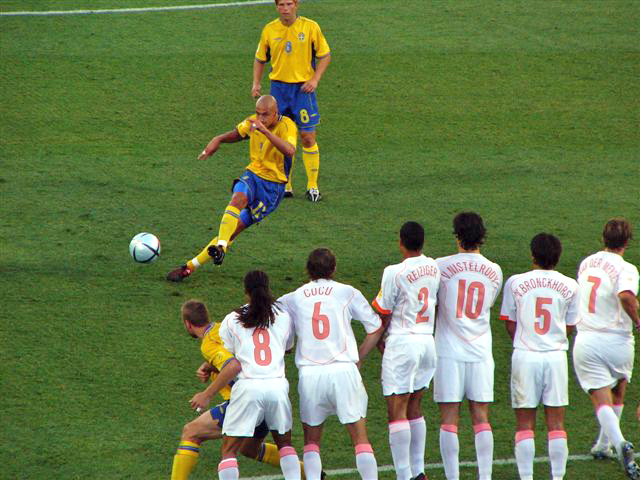
Henrik Larsson slår en frispark mot Nederländerna i EM 2004.

Sverige stod för ett starkt kvalspel till EM 2004 och vann kvalgruppen före Lettland, Polen, Ungern och San Marino. Kvalet avslutades dock svagt med en hemmaförlust mot Lettland i oktober 2003, vilket var Sveriges första kvalförlust på sex år. Henrik Larsson, som efter VM annonserat att han inte längre skulle spela i landslaget, gjorde i kvalet ett gästspel och senare också en mer permanent comeback. I EM vann Sverige inledningsmatchen mot Bulgarien med 5–0 där Larssons språngnick till 2–0 ansågs som ett av turneringens vackraste mål. Den EM-debuterande Zlatan Ibrahimović utmärkte sig sedan när han klackade in den svenska kvitteringen mot Italien i en match som slutade 1–1 och gav Sverige hopp om vidare avancemang. Inför den avslutande gruppmatchen mot Danmark uppstod den märkliga situationen att de nordiska grannarna vid resultatet 2–2 båda skulle ta sig vidare – oavsett vad Italien gjorde mot Bulgarien. Italienska farhågor om en på förhand uppgjord match, "Due-due", cirkulerade redan före avgörandet och blev till en "skandal" i italiensk media när matchen till sist verkligen slutade just 2–2 efter att Mattias Jonsson kvitterat danskarnas 2–1-ledning i matchminut 89. Sverige var nu vidare till kvartsfinal mot Nederländerna där det dock blev förlust efter straffar i en 0–0-match där Sverige haft tillfällen att avgöra med skott i både stolpe och ribba. Dock hade även nederländarna haft sina chanser och resultatet kunde ändå inte ses som helt orättvist som Lars Lagerbäck summerade matchen. Efter EM klev Tommy Söderberg av som förbundskapten och Lagerbäck blev ensam kvar på posten. Assisterande förbundskapten blev Roland Andersson.

### 2004–2009

#### VM 2006
Sverige inledde kvalet till VM 2006 med en 7–0-seger borta mot Malta i september 2004 bara för att fyra dagar senare förlora hemma mot Kroatien med 0–1 sedan Darijo Srna skruvat in en frispark. Sverige övertygade sedan i oktobermötena mot Ungern (3–0) och mot Island på bortaplan där man vann med 4–1. Kvalet fortsatte med en 3–0-seger borta mot Bulgarien i mars 2005 efter bland annat ett frisparksmål av Erik Edman. Därefter besegrades Malta med 6–0 på hemmaplan i juni och Bulgarien med 3–0 i september. Sverige vann sedan bortamatchen mot Ungern den 7 september med 1–0 efter ett sent mål av Zlatan Ibrahimović som ur liten vinkel till höger i straffområdet avgjorde med ett stenhårt högerskott över en duckande ungersk målvakt. Sverige förlorade därpå borta mot Kroatien med 1–0 efter att mittbacken Olof Mellberg orsakat en straff när han boxade bollen med handen i straffområdet. Men då Sverige 3–1-besegrade Island fyra dagar senare var man som grupptvåa klart för VM. För första gången i historien kvalade Sverige in till ett fjärde mästerskap i rad.

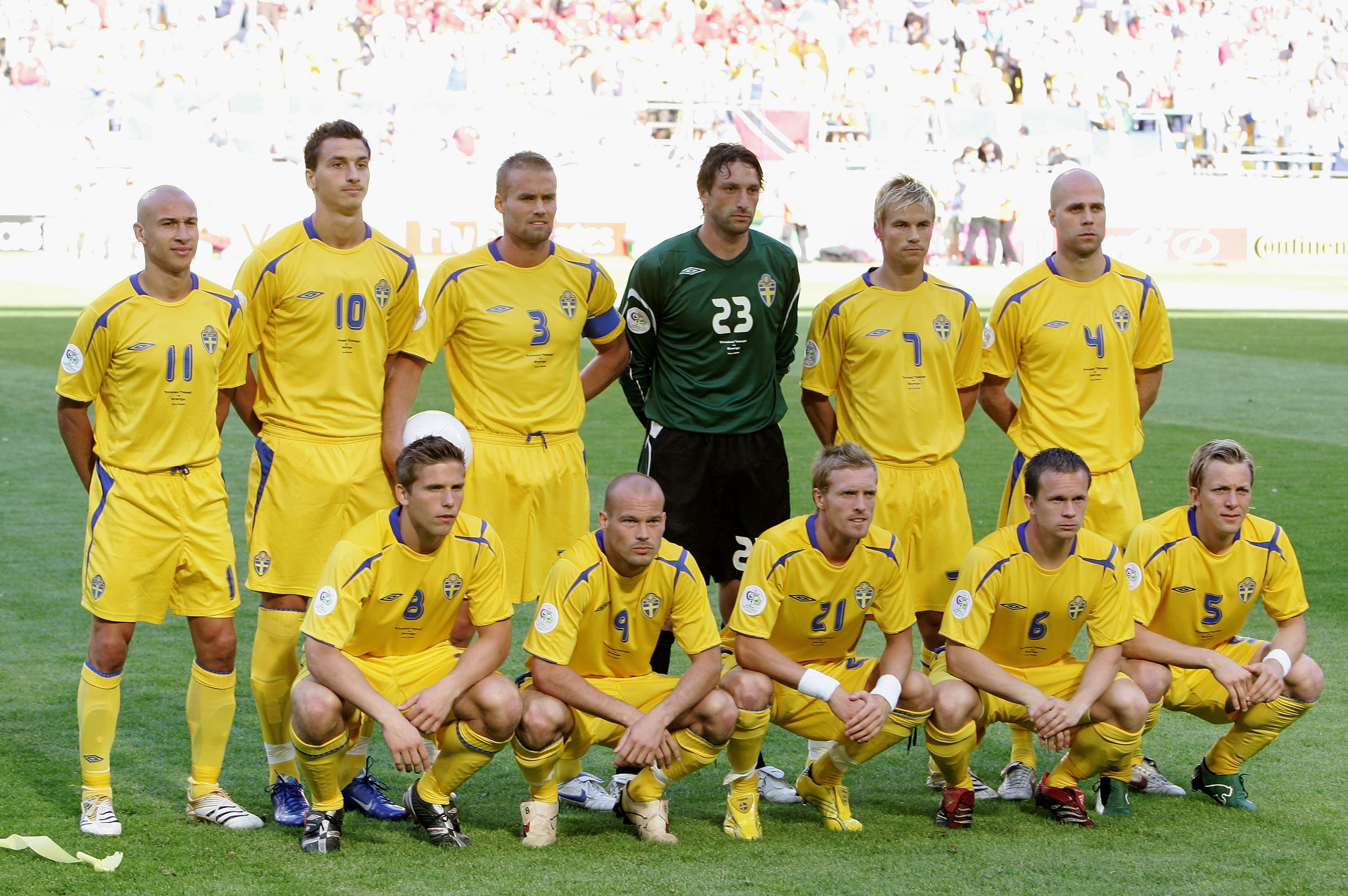
Svenska landslaget vid VM 2006.

I VM-slutspelets gruppspel inledde Sverige med att spela 0–0 mot Trinidad och Tobago vilket av en enad svensk fotbollsexpertis ansågs som ett fiasko. Man besegrade sedan Paraguay med 1–0 efter ett nickmål av Fredrik Ljungberg i den 88:e minuten och efter 2–2 mot England i den sista gruppspelsmatchen då Henrik Larsson kvitterat Englands ledning i den sista spelminuten fick Sverige som grupptvåa möta värdlandet Tyskland i åttondelsfinalen. Efter en match där tyskarna var bättre på allt och redan efter 12 minuter hade skaffat sig en 2–0-ledning som stod sig tiden ut fick svenskarna lämna turneringen. I eftermälet fick laget med förbundskaptenen i spetsen utstå hård kritik för bristande taktik och kunnande i stort.

#### EM 2008
Kvalspelet till Europamästerskapet 2008 började med fyra raka segrar för Sverige, däribland en 2–0-seger mot favorittippade Spanien som gav en tidig ledning i Grupp F. Efter en oväntad 2–1-förlust mot Nordirland i mars 2007 blev mötet med Danmark på Parken i Köpenhamn i juni än viktigare. Svenskarna dominerade från start och hade i halvtid en stabil ledning med 3–0 efter att Johan Elmander gjort två mål. Men danskarna jobbade sig mot alla odds tillbaka och i den 76:e minuten var kvitteringen till 3–3 ett faktum. I matchminut 88, helt utanför det egentliga spelet, utdelade Christian Poulsen i eget straffområde ett knytnävsslag mot inhoppande Markus Rosenberg varpå spelet blåstes av. Då domaren, Herbert Fandel, efter konsultation med sin assisterande visade Poulsen rött kort och sedan gav tecken för straffspark sprang en åskådare bakom danskarnas mål plötsligt in på planen och svingade ett slag mot domaren som av danska spelare försökte avstyras. Efter mycket konfererande och spelarna tagits av planen beslöts till sist att matchen skulle avbrytas och Sverige tilldömas segern med 3–0 vilket också fastställdes av Uefa dagarna efter. Matchen kom i media att benämnas som "Skandalen på Parken". Sverige säkrade sedan under hösten en plats i EM-slutspelet då man i den sista omgången hemmaslog Lettland med 2–1 och därmed slutade som tvåa i gruppen efter Spanien. EM i Schweiz och Österrike var Sveriges femte raka deltagande i en stor turnering men blev dock en besvikelse – trots att Henrik Larsson gjort ytterligare en comeback efter att ha slutat i landslaget efter VM 2006. Efter en lovande öppning med 2–0 mot Grekland förlorade man mot blivande mästarna Spanien (1–2) och mot Ryssland med 2–0 och därmed slogs svenskarna ut ur turneringen redan i gruppspelet.

#### Kval till VM 2010
Kvalspelet till VM i Sydafrika började för Sveriges del med en bortamatch mot Albanien i Tirana i september 2008 där ett nytt spelsystem, 3-5-2, för första gången i tävlingssammanhang skulle prövas. Succén uteblev dock och efter 0–0 var kritiken i svenska medier hård och flera fotbollstyckare ansåg att man borde återgå till det trygga 4-4-2-systemet. Det blev dock en svensk uppryckning fyra dagar senare då man hemmavann över Ungern med 2–1. Efter två 0–0-matcher mot gruppfavoriten Portugal förlorade Sverige på sin nationaldag det viktiga mötet med antagonisten Danmark på Råsunda med 1–0 efter att Kim Källström missat en straff vid ställningen 0–0. Efter vinst mot Malta (4–0) väntade i september 2009 Ungern borta i en match som behövde vinnas för att Sverige skulle ha kvar chansen till VM-spel; men laget var illa ute då man på övertid endast hade 1–1. Rasmus Elms långboll till en i friläge rusande Zlatan Ibrahimović som via ett motlägg och sin egen mage styrde in segermålet med matchens sista touch gav ändå Sverige fortsatt hopp om en Sydafrikaresa. I den verkliga ödesmatchen, mot Danmark på Parken 10 oktober förlorade man dock med 1–0 och svenskarnas chanser att nå VM-slutspelet var nu i praktiken borta då ett poängtapp för Portugal hemma mot tabelljumbon Malta var enda räddningen. Så skedde inte och Sverige var därmed borta från spel i VM 2010. Efter avslutat kvalspel i oktober 2009 avgick förbundskapten Lars Lagerbäck samtidigt som spelare som Henrik Larsson, Mikael Nilsson och Daniel Andersson aviserade att de gjort sitt på landslagsnivå. Dessutom tog storstjärnan Zlatan Ibrahimović en paus från landslagskarriären på obestämd tid.

### 2009–2016: Nystart med Hamrén

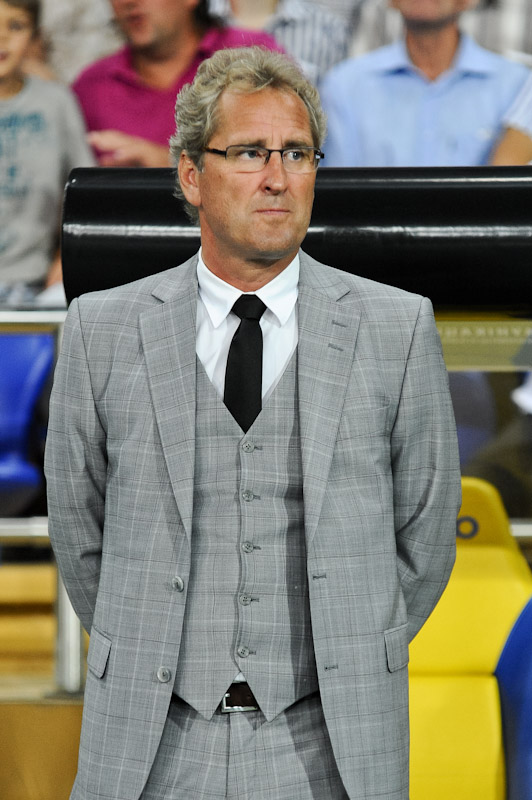
Erik Hamrén.

I november 2009 blev Erik Hamrén ny svensk förbundskapten, dock fram till 31 augusti 2010 (senare justerat till den 1 juni) parallellt med fortsatt tränaruppdrag för norska Rosenborg. Hamréns första match som förbundskapten, mot Italien i november 2009, slutade med förlust, 0–1. Den första matchen på hemmaplan, på Råsunda i maj 2010 mot Bosnien och Hercegovina, vann Sverige med 4–2.

#### EM 2012

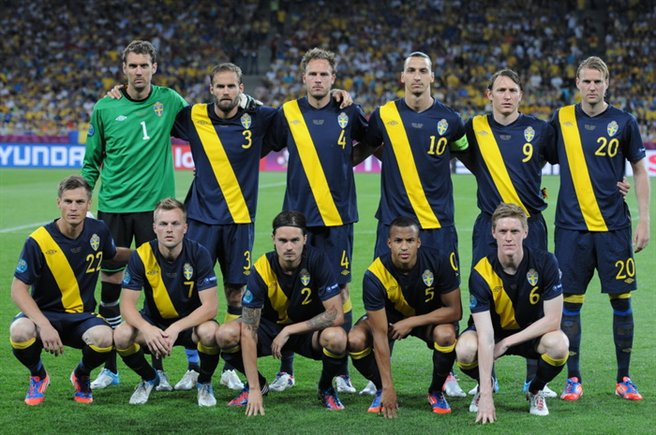
Svenska landslaget vid EM 2012.

Kvalet till EM 2012 inleddes i september med en match mot Ungern på Råsunda som vanns med 2–0 och fortsatte några dagar senare med en 6–0-seger mot San Marino i Malmö. Matchen mot Nederländerna på bortaplan i oktober slutade med en rättvis 4–1-seger för hemmalaget och Hamrén fick kritik för sin "naiva" uppställning och taktik mot ett lag som varit i VM-final bara månader tidigare.
Efter idel vinster över Moldavien, Finland och San Marino medförde förlusten borta mot Ungern att Sverige ändå var tvunget att besegra Nederländerna i den sista kvalmatchen för att som kvalets bästa grupptvåa ta sig till EM – detta utan avstängde Zlatan Ibrahimović. Mot ett landslag som vunnit samtliga nio kvalmatcher med målskillnaden 35–5 trotsade svenskarna oddsen och vann med 3–2 efter att ha vänt ett underläge med 1–2 och EM-platsen var därmed i hamn.
EM började dåligt med förluster både mot Ukraina, 1–2, och mot England, 2–3, och man var därmed borta från chans till kvartsfinalspel. Sverige avslutade sedan gruppspelet med seger mot Frankrike, 2–0, (första svenska segern mot Frankrike sedan 1969) där Zlatan Ibrahimović gjorde ett mål (utöver ett tidigare mot Ukraina) och blev historisk som förste svensk att göra sex mål sammanlagt i EM-slutspel. Hans två mål i tre EM-slutspel i rad (2004, 2008 och 2012) blev han också ensam om bland svenska spelare.

#### Ny arena och hopp om Brasilienresa
I september 2012 påbörjade Sverige kvalspelet till VM i Brasilien med match mot Kazakstan på Swedbank Stadion i Malmö. Rasmus Elm gjorde 1–0 strax före halvtid och Marcus Berg senare 2–0 vilket blev slutresultatet. I media fick landslaget dock kritik för det sömniga spelet.
Dryga månaden senare åkte Sverige till Torshamn för bortamatch mot Färöarna och man var här nära ett rejält fiasko då hemmalaget tog ledningen i den 57:e matchminuten. Fem minuter senare bytte Hamrén in den i tävlingssammanhang debuterande Alexander Kačaniklić som strax därpå lyckades kvittera på en framspelning från Zlatan Ibrahimović. Debutanten blev än mer lyckosam då han sedan assisterade till lagkapten Ibrahimovićs segermål i 2–1-vinsten.
Den följande matchen mot Tyskland blev dramatisk och kom i eftermälet att benämnas som "Bragden i Berlin". Sverige såg ut att gå mot en av sina största kvalförluster genom tiderna då Tyskland med en knapp halvtimme kvar att spela hade ledningen med 4–0. Dock fick svenskarna ett tröstmål då Ibrahimović i matchminut 62 nickat in Kim Källströms skruvade djupledsboll. Två minuter senare avlossade Mikael Lustig ett skott ur snäv vinkel som tyske målvakten Manuel Neuer fumlade in till 2–4 och i den 76:e minuten fick Sverige hopp om en oväntad poäng då Johan Elmander gjorde 3–4. På övertid, med matchens sista spark, kvitterade sedan Rasmus Elm efter ett vänsterinlägg till 4–4; detta med ett högerskott ner i målvaktens högra hörn som spikade fast slutresultatet och fullbordade "bragden".

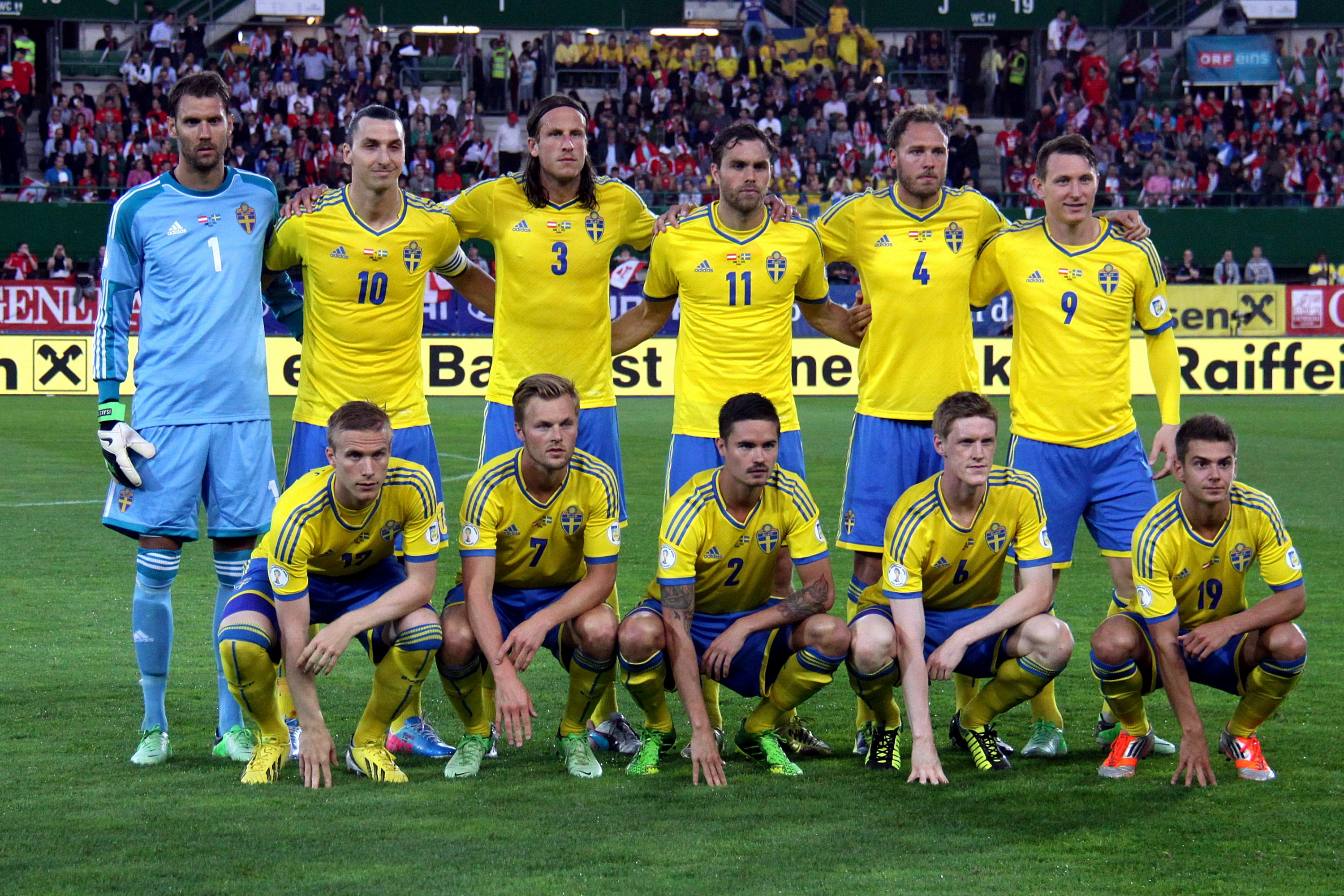
Svenska landslaget vid 1-2-förlusten mot Österrike.

Den 14 november 2012 spelades den första landskampen på nya nationalarenan Friends Arena, belägen i Solna kommun, som därmed ersatte Råsunda som Sveriges nationalarena. Motståndet var, liksom i invigningsmatchen av Råsunda 1937, England. 49 967 åskådare fick se Zlatan Ibrahimović göra det historiska första målet på den nya arenan i den 20:e minuten. Engelsmännen vände på matchen till en 2–1-ledning innan Ibrahimović på egen hand gav Sverige segern med tre ytterligare mål i en 4–2-vinst krönt med en bicycleta av högsta märke. Konstmålet från ca 25 meter utnämndes av Daily Star till "Århundradets mål" och det fick senare FIFA:s utmärkelse "Årets mål".
Efter blandade resultat i tre träningslandskamper väntade Österrike borta i kvalspelet. Här blev Johan Elmanders sena reduceringsmål en klen tröst då alplandet seglade om Sverige i kvalgruppen via en 2–1-vinst. I septembermatcherna fick Sverige ändå med sig sex viktiga poäng. De tre första kom då Anders Svensson delade Thomas Ravellis landskampsrekord med sin 143:e landskamp och dessutom blev segerskytt i Sveriges 2–1-seger borta mot Irland. De trea andra kom genom en 1–0-seger borta mot Kazakstan där Zlatan Ibrahimovic gjort ett för svensk landslagsfotboll rekordtidigt mål efter 27 sekunders spel.
I oktober mötte Sverige Österrike i en "måstematch" på Friends Arena för att hålla drömmen om VM vid liv. Efter trettio spelade minuter tog dock Österrike ledningen med 1–0 som stod sig halvleken ut. Men i den andra halvleken ökade hemmalaget tempot och lagkapten Ibrahimović assisterade vänsterbacken Martin Olsson till dennes femte landslagsmål för att sedan själv göra det vinnande 2–1-målet på en djupledspassning från Kim Källström. Detta betydde att landslaget nu hade säkrat en playoffplats mot en annan grupptvåa som efter lottning visade sig bli svårast möjliga motstånd i form av Portugal.
Efter en habil insats i Lissabon då Portugals storstjärna Cristiano Ronaldo avgjort till 1–0 var Sverige pressade att vinna hemma i Solna fyra dagar senare. Och efter två snabba mål av Zlatan Ibrahimović i minut 68 och 72 som tog laget till en 2–1-ledning tändes hoppet om Brasilien-VM. Två replikerande Ronaldo-mål senare var dock förlusten klar och Sveriges hade därmed för första gången sedan 1980-talet misslyckats med att kvala till två raka världsmästerskap. Trots viss kritik, som alltid efter missade kval, fick Erik Hamrén sitta kvar som förbundskapten med målet att leda Sverige till EM 2016.

#### Kval till EM 2016 med nya spelare och omdebatterad FIFA-rankning
Inför kvalet verkade förutsättningarna att nå EM 2016 goda då mästerskapet nu skulle utökas från 16 till 24 lag. Med en grupp bestående av Ryssland, Österrike, Montenegro, Moldavien och Liechtenstein menade fotbollsexperter att allt annat en ett avancemang skulle ses som ett fiasko då även en tredjeplacering skulle ge en playoffmatch till EM.
Under våren och sommaren 2014 förlorade Sverige dock samtliga tre vänskapsmatcher mot Turkiet, Danmark och Belgien, och efter endast 1 tillverkat mål var kritiken mot landslaget och förbundskaptenen stor. Även vissa spelare var kritiska. Detta dock endast gällande motståndet som de menade kunde varit "lite lättare". Före kvalet hade trotjänaren Anders Svensson meddelat sitt avsked från landslaget som meste svenske landslagsman genom tiderna med 148 landskamper och Erik Hamrén började nu att slussa in yngre/oprövade förmågor i landslaget, bland dessa Nabil Bahoui, Emil Forsberg och den något äldre Erkan Zengin. En 2–0-seger mot Estland i början på september tystade inte massmedias kritik och efter 1–1 mot de båda huvudmotståndarna om EM-platserna, Österrike och Ryssland, föll Sverige på världsrankningen i oktober till plats 39.
Efter ytterligare ett 1–1-resultat, denna gång mot Montenegro på bortaplan, var Sveriges läge i kvalgruppen besvärligt – dock hade man fortfarande allt i egna händer. Efter en förlust i en vänskapslandskamp mot Frankrike i årets sista match hade Sverige (bortsett från januariturnén) endast vunnit två matcher under 2014, mot Estland och Liechtenstein. När sedan landslagsåret 2015 inleddes låg Sverige under mars månad på sin sämsta placering någonsin på FIFA:s världsranking, plats 45, bakom länder som Kap Verde, Wales och Guinea. Efter 2–0 borta mot Moldavien i EM-kvalet, 3–1 hemma mot Iran i en träningslandskamp och en ny vinst i kvalmatchen mot Montenegro (3–1 efter alla Sveriges tre mål tillkommit på bara sex minuter i slutet av första halvlek) klättrade man dock 12 placeringar på rankningen på tre månader.

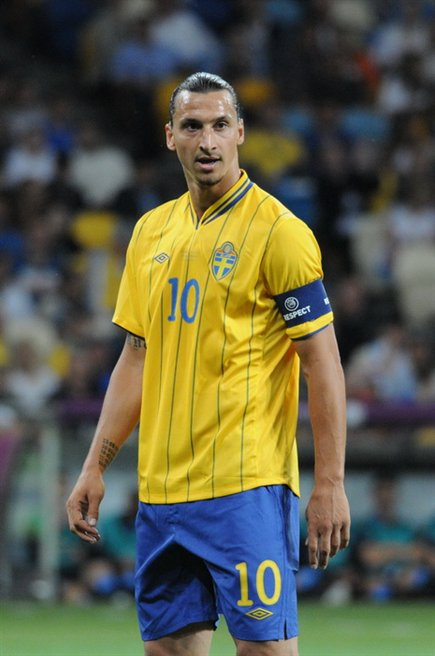
Zlatan Ibrahimović var helt avgörande för Sveriges avancemang till EM 2016.

Efter en förlust på bortaplan mot Ryssland med 1–0 i september var nu seger mot obesegrade Österrike några dagar senare ett måste för att Sverige skulle ha fortsatt chans på en av de två direktplatserna till EM. Sverige noterade dock med resultatet 1–4 den största hemmaförlusten i en tävlingsmatch sedan VM-finalförlusten 1958 och man buades ut av en frustrerad och besviken publik. Efter matchen sågades laget och förbundskaptenen fullständigt av media och fotbollsprofiler som via sociala medier menade att en förnyelse av laget och byte på tränarposten var nödvändigt. Sverige föll tillbaka till plats 45 på FIFA-rankingen och var nu tvungna att lita till vinst i ett playoffmöte med en annan grupptrea för att nå EM.
Med 2–0-segrar i de sista kvalmatcherna, mot Liechtenstein borta och Moldavien hemma, tog sig Sverige ändå till playoffrundan av kvalet. I de båda matcherna hade två av sommarens succéspelare från U21-landslagets oväntade EM-guldlag, John Guidetti och Oscar Lewicki, fått göra sina tävlingsdebuter för det svenska A-landslaget.
När lottningen gav att ärkerivalen Danmark skulle stå för motståndet menade förbundskapten Hamrén att han "inte önskat att möta Danmark" om han fått välja, men trots det gjorde det svenska landslaget en bra match när man på Friends Arena i november vann den första matchen med 2–1. Emil Forsberg sköt 1–0 i Sveriges första "riktiga seger" mot Danmark på 15 år (borträknat Skandalmatchen på Parken 2007) innan lagkapten Ibrahimovic straffsparkade in 2–0. Danmarks senare reduceringsmål gjorde dock att det röda laget i returen tre dagar senare bara behövde en 1–0-seger för en EM-plats. I returmötet öppnade Danmark starkt när Kim Källström i den 8:e minuten räddade det svenska målet med att slå bollen i egen ribba. Tio minuter senare slog samme Källström hörnan som Zlatan Ibrahimovic förvaltade till 1–0 och mitt i den danska pressen klev den senare åter fram och skruvade in en frispark till ett för Sverige förlösande 2–0-mål med kvarten kvar att spela. Trots en desperat dansk slutforcering och två mål som gav ett oavgjort resultat var Sverige vidare till EM i Frankrike 2016. Den 34 år gamle Ibrahimovic, som med 11 mål på 10 matcher slutat tvåa i hela kvalets skytteliga efter Polens Robert Lewandowski, avslutade den svenska TV-sändningen av matchen med att mena att "De (Danmark) skulle skicka mig i pension, men jag skickade hela deras land i pension". Tack vare Sveriges starka höst klättrade man återigen på den av media under året så flitigt omnämnda FIFA-rankningen till plats 35 som bästa nordiska lag.

#### EM 2016
Sverige hade fått en tuff grupp i EM 2016 med lagen Belgien, Italien och Irland, dock fanns det goda chanser att Sverige skulle kunna ta sig till en åttondelsfinal då det nya systemet med fler lag gjorde att de fyra bästa grupptreorna ur de sex grupperna tog sig till åttondelsfinal. Första matchen var den 13 juni på Stade de France i Saint-Denis mot Irland. Hamrén valde att starta turneringen med följande startelva. A.Isaksson, M.Olsson, V.Nilsson Lindelöf, A.Granqvist, M.Lustig, E.Forsberg, K.Källström, O.Lewicki, S.Larsson, Z.Ibrahimovic och M.Berg. Det var Irland som spelade bäst i första halvlek och skapade en hel del skapliga målchanser mot Andreas Isaksson medan Sverige inte alls skapade några vassa målchanser men det stod 0–0 i paus. I andra halvlek fortsatte Irland pressa och i 48:e matchminuten satte Wes Hoolahan in 1–0 för Irland. Detta väckte Sverige rejält och man började skapa fler och fler bra lägen. Efter en lång period med bra spel klackade inhopparen John Guidetti i den 71:a minuten bollen till Zlatan Ibrahimović som slog ett inlägg mot Sebastian Larsson som nickade in 1–1. Vilket också blev matchens slutresultat. Efter det väntade en jämn match mot Italien som hade vunnit mot Belgien i första matchen med 2–0. Sverige spelade bra och var minst lika bra som italienarna. Efter 88 minuters jämn spel gjorde ett inkast och en nickduell att bollen kom fram till Éder som vek in och fick prickskjuta in 1–0 för Italienarna vilket var väldigt tungt för Sverige när Granqvist halkade. Hoppet fanns ändå kvar inför sista matchen mot världstvåan Belgien då en vinst skulle ta Sverige vidare. Dock hade Sverige inte skjutit ett enda skott på mål under de två första matcherna. Även detta var en jämn match där Sverige spelade bra och skapade en del lägen. I andra halvlek skulle också Zlatan sätta bollen i mål men det blev avblåst för frispark till Belgien. Trots bra spel var detta inte Sveriges EM och i den 84:e minuten fick Radja Nainggolan en träff på volley och satte 1–0 för Belgarna och skickade Sverige hem från turneringen. Med en poäng på tre matcher och bara ett gjort mål (ett självmål) kom Sverige sist i gruppen och insatsen får ses som underkänd. Efter turneringen tackade fyra av spelarna, Ibrahimovic, Isaksson, Källström och Wernbloom, och Erik Hamrén som förbundskapten för sig i landslaget. Ibrahimovic, som fick mest uppmärksamhet när han slutade, stannade därmed på 116 landskamper och fler mål än någon annan i svenska landslaget: 62.

### 2016–2023: Janne Andersson och det nya landslaget

#### Kval till VM 2018
I april 2016 gjorde förbundet klart med Janne Andersson, som lett IFK Norrköping till SM-guld 2015, i och med att Hamrén skulle lämna posten efter EM. Tackade för sig i landslaget gjorde även Zlatan Ibrahimović, Kim Källström och Andreas Isaksson. På grund av nystarten med en ny tränare i en svår kvalgrupp med Nederländerna och EM-finalisterna Frankrike, samtidigt som man stod inför en generationsväxling, gjorde att förhoppningarna bland fans och media om ett lyckat VM-kval inte var stora. Sverige inledde ändå godkänt med oavgjort, 1–1, hemma mot Nederländerna. En månad senare kom en knapp vinst borta mot Luxemburg med 1–0 av Mikael Lustig, och därpå kom en komfortabel 3–0-seger hemma mot Bulgarien. I november gjorde Emil Forsberg, en av de nya bärande spelarna, 1–0 på Frankrike på bortaplan efter ett frisparksmål, men man tappade till en 1–2-förlust, bland annat efter en miss av Robin Olsen i målet.
I mars 2017 besegrades Vitryssland med 4–0 i kvalet och man tog dessutom en meriterande 3–2-vinst i en träningsmatch borta mot Europamästarna Portugal i Madeira. Samtidigt besegrade Bulgarien Nederländerna vilket förbättrade läget för Sverige i gruppen. I juni vände Sverige ett 0–1-underläge till en oväntad 2–1-seger mot Frankrike på Friends Arena efter att Ola Toivonen avgjort med ett skott från mittlinjen in i de öppna målet, efter en misslyckad passning av målvakten Hugo Lloris. Därmed ledde Sverige gruppen, vilket skulle ge en direktplats till VM. Resultaten fick Sverige att under den första halvan av år 2017 klättra 27 placeringar på FIFA-rankingen från plats 45 till 18.
Efter sommaren inledde Sverige kvalspelet med en tung 3–2-förlust borta mot Bulgarien, och Frankrike tog över förstaplatsen efter att ha besegrat Nederländerna med 4–0. Sverige vann dock ett par dagar senare bortamötet med Vitryssland med samma siffror som i hemmamötet.
Kvalet avgjordes via de två sista omgångarna i oktober. Med nytt publikrekord på Friends Arena och 8–0 över Luxemburg – den största vinsten för Sverige i en kvalmatch någonsin, och största sedan 1938 – satte sig Sverige i förarsätet inför den avgörande matchen mot Nederländerna. Man kunde nu förlora med sex mål och ändå säkra en playoffplats till VM som tvåa i gruppen. Nederländerna ledde med 2–0 i halvtid, men mer än så blev det inte trots en massiv forcering och ett svenskt spel som stundtals knäade.
Sverige lottades mot svåra Italien i ett kvalmöte över två matcher. I november på Friends Arena avgjorde Jakob Johansson då han bara några minuter efter sitt inhopp sköt 1–0 till Sverige, vilket blev slutresultatet. Tre dagar senare i returmötet i Milano skadade sig Johansson och tvingades kliva av. Italien pressade Sverige hårt under större delen av matchen, men Sverige med lagkaptenen Andreas Granqvist i spetsen lyckades fastställa slutresultatet till 0–0, vilket gav Sverige VM-platsen. Därmed skulle man spela VM för första gången sedan 2006, medan Italien missade en VM-turnering för första gången sedan 1958. Efter Granqvists insats under året, med insatsen i matcherna mot Italien färskt i minnet, belönades han med Guldbollen på fotbollsgalan en vecka senare.

#### VM 2018

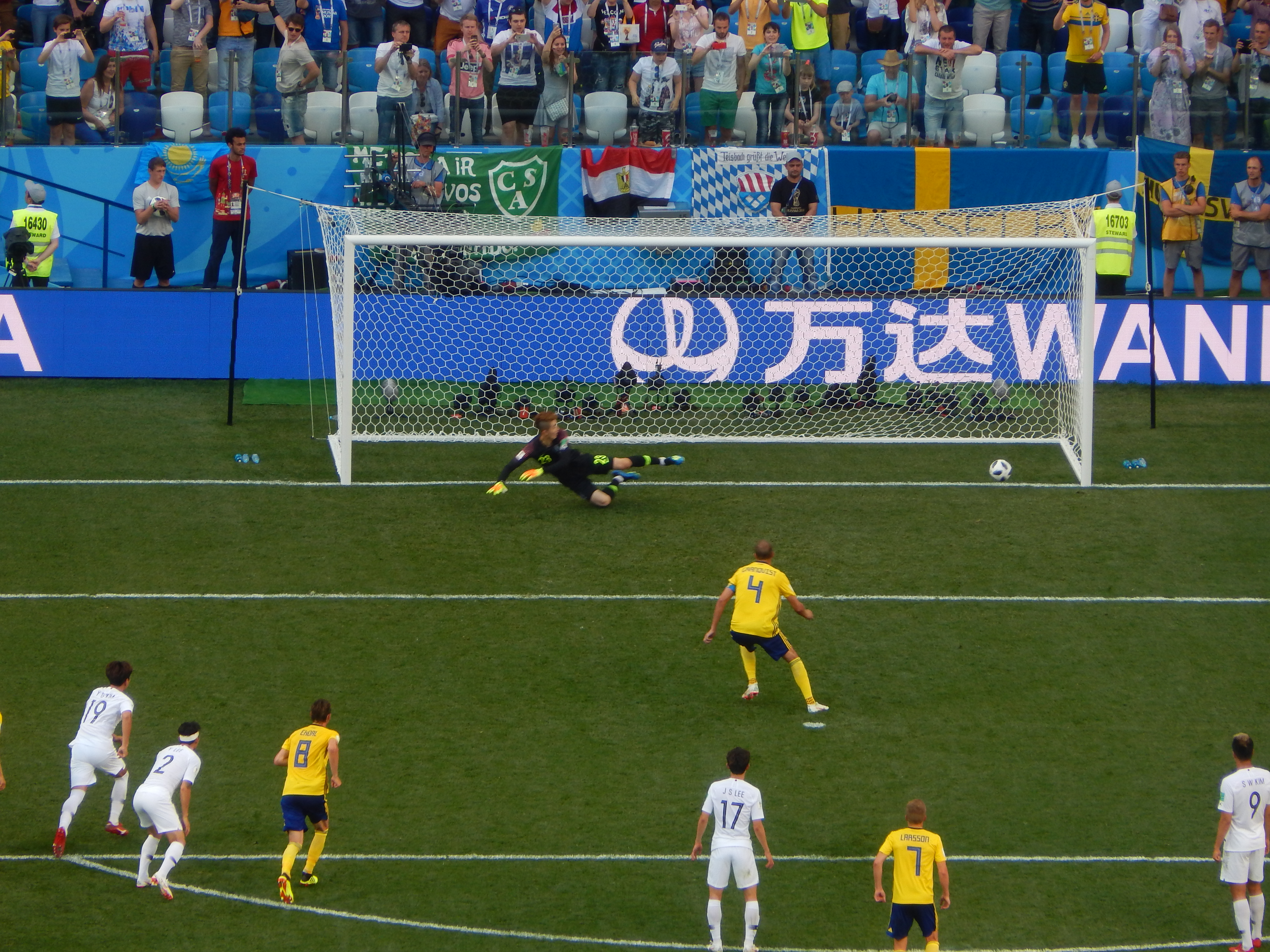
Andreas Granqvists mål på straff mot Sydkorea i Sveriges öppningsmatch i VM 2018.

VM 2018 avgjordes i Ryssland, 60 år efter att Sverige spelade VM-finalen mot Brasilien. I grupp F återfanns förutom Sverige (plats 24 på Fifas världsrankning) även Sydkorea (plats 57), Tyskland (plats 1) och Mexiko (plats 15). Förbundskapten Janne Anderssons taktik under VM, liksom under tidigare kvalspel, var tydlig – en stark defensiv. En nyhet för världsmästerskapet var det videodomarsystem (VAR) som redan i Sveriges öppningsmatch mot Sydkorea, där Andreas Granqvist satte matchens enda mål på straff, fick en avgörande roll. I Sveriges andra match, mot Tyskland, lyckades svenskarna på en kontring via Ola Toivonen lyfta in matchens första mål mot slutet av första halvlek. Tyskland kvitterade dock direkt efter halvtidsvilan, och trots en utvisning tryckte man på för ett avgörande mål vilket också kom genom Toni Kroos efter en frispark på övertid. Som det såg ut behövde Sverige nu vinna den avslutande gruppspelsmatchen mot Mexiko för att ta sig till åttondelsfinal. Man spelade disciplinerat, störde mexikanernas uppspel och hade bra kontroll över matchen som till sist, via ett effektivt kontringsspel, vanns med klara 3–0. Då Tyskland samtidigt förlorade mot Sydkorea innebar det att både Sverige (gruppetta) och Mexiko (grupptvåa) tog sig vidare från gruppen, medan Tyskland (sist i gruppen) sensationellt eliminerades.

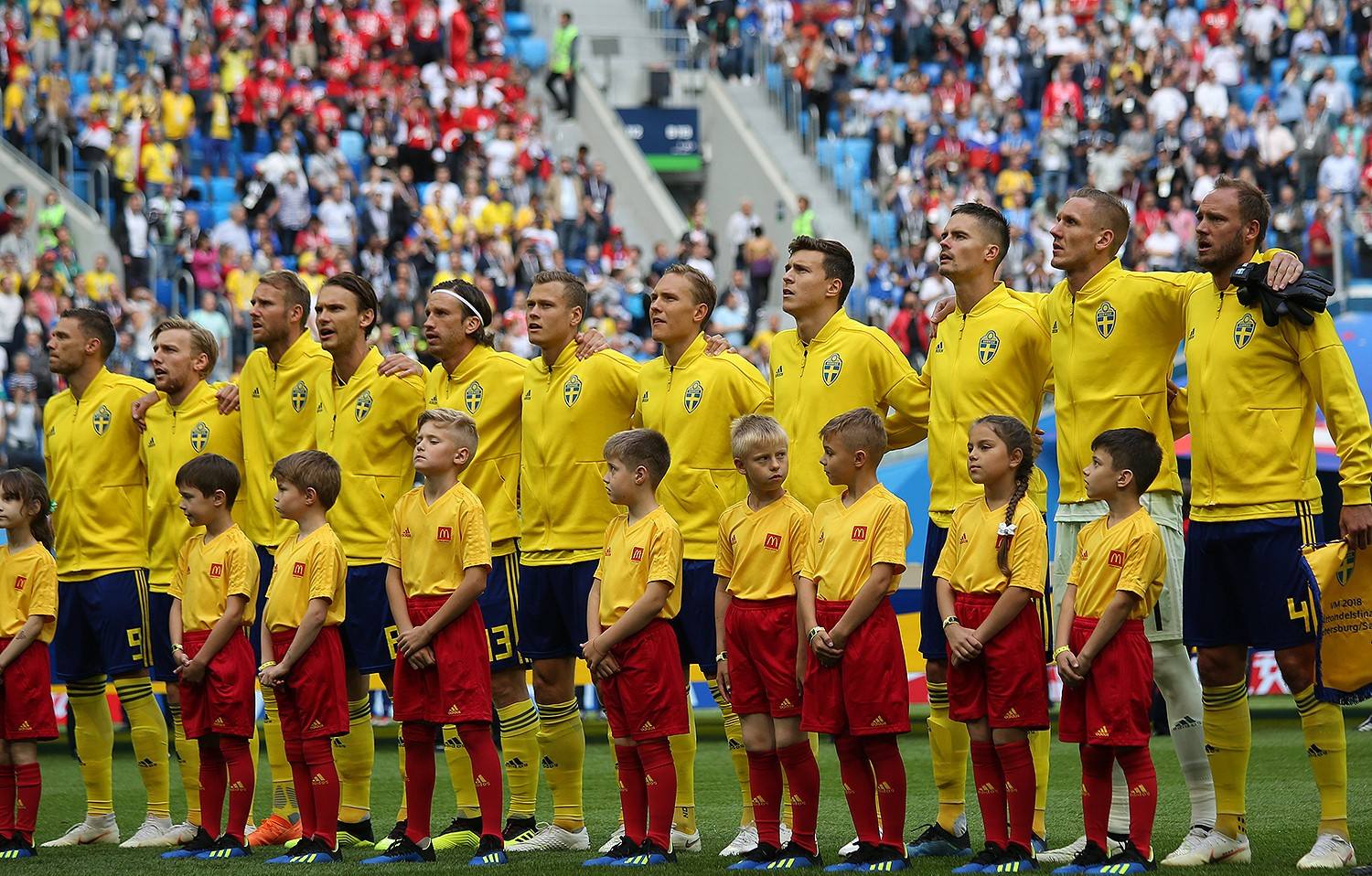
Sveriges lag inför åttondelsfinalen mot Schweiz i VM 2018.

I åttondelsfinal fick Sverige möta Schweiz (plats 6 på Fifas rankning). Schweiz var knapp favorit inför matchen och hade stundtals ett klart bollövertag, men Sverige höll nollan för tredje gången i mästerskapet när man tog sig till kvartsfinal via ett mål av Emil Forsberg i mitten av andra halvlek. I kvartsfinalen stod England för motståndet som matchen igenom hade ett stort bollinnehav. England förvaltade sina chanser väl och avancerade till semifinal efter två nickmål. Sverige, med Marcus Berg i spetsen, hade också sina chanser men försöken stoppades av Jordan Pickford i engelsmännens mål. Det var Sveriges bästa VM-insats på 24 år.

#### EM 2020
På grund av coronapandemin sköts EM upp ett år och inleddes i juni 2021. På försök spelades EM utspritt på olika platser i Europa. Sverige spelade sin öppningsmatch i Sevilla och övriga gruppspelsmatcher i Sankt Petersburg. Sveriges EM-grupp bestod i övrigt av Spanien, Polen och Slovakien. Spanien var enligt förhandstips stor favorit till att vinna gruppen. Ettan och tvåan i gruppen, samt de fyra bästa treorna i turneringen avancerade till slutspelet.
I den inledande matchen mot Spanien i Sevilla hade Sverige svårt att skapa mer än någon enstaka farlig chans framåt. Spanien hade ett överlägset bollinnehav (75–25) men å sin sida svårt att hitta igenom det svenska försvaret och ta vara på sina chanser. Robin Olsen gjorde flera viktiga räddningar medan de svenska försvararna slet hårt i värmen och lyckades kriga sig till 0–0. Victor Nilsson Lindelöf utsågs till matchens spelare.
Sveriges andra match mot Slovakien spelades också i sol och värme. En spelmässigt ganska jämn match där Emil Forsberg satte en straff i slutskedet av matchen, vilken fastställde slutresultatet. Alexander Isak utsågs till matchens spelare.
Andra resultat i gruppen gjorde att den höll sig öppen och skulle avgöras i sista gruppspelsmatchen. Där kunde Sverige säkra gruppseger genom en vinst mot Polen, men i sämsta fall sluta på tredje plats i gruppen. Hettan hade på allvar kommit till Sankt Petersburg och det var 34 grader och solsken. Det blev en svängig match där Emil Forsberg gjorde det första målet i den andra minuten. Det gick till historien som det näst snabbaste målet i EM:s historia. Sedan gjorde Forsberg ytterligare ett mål i andra halvlek, men Polen kom tillbaka och utjämnade ställningen genom två mål av Robert Lewandowski. I den fjärde stopptidsminuten avgjorde Viktor Claesson matchen med att göra 3–2. Forsberg utsågs till matchens spelare. Sverige avancerade från gruppen tillsammans med grupptvåan Spanien. Efter gruppspelet toppade Marcus Danielson EM:s rensningsstatistik.

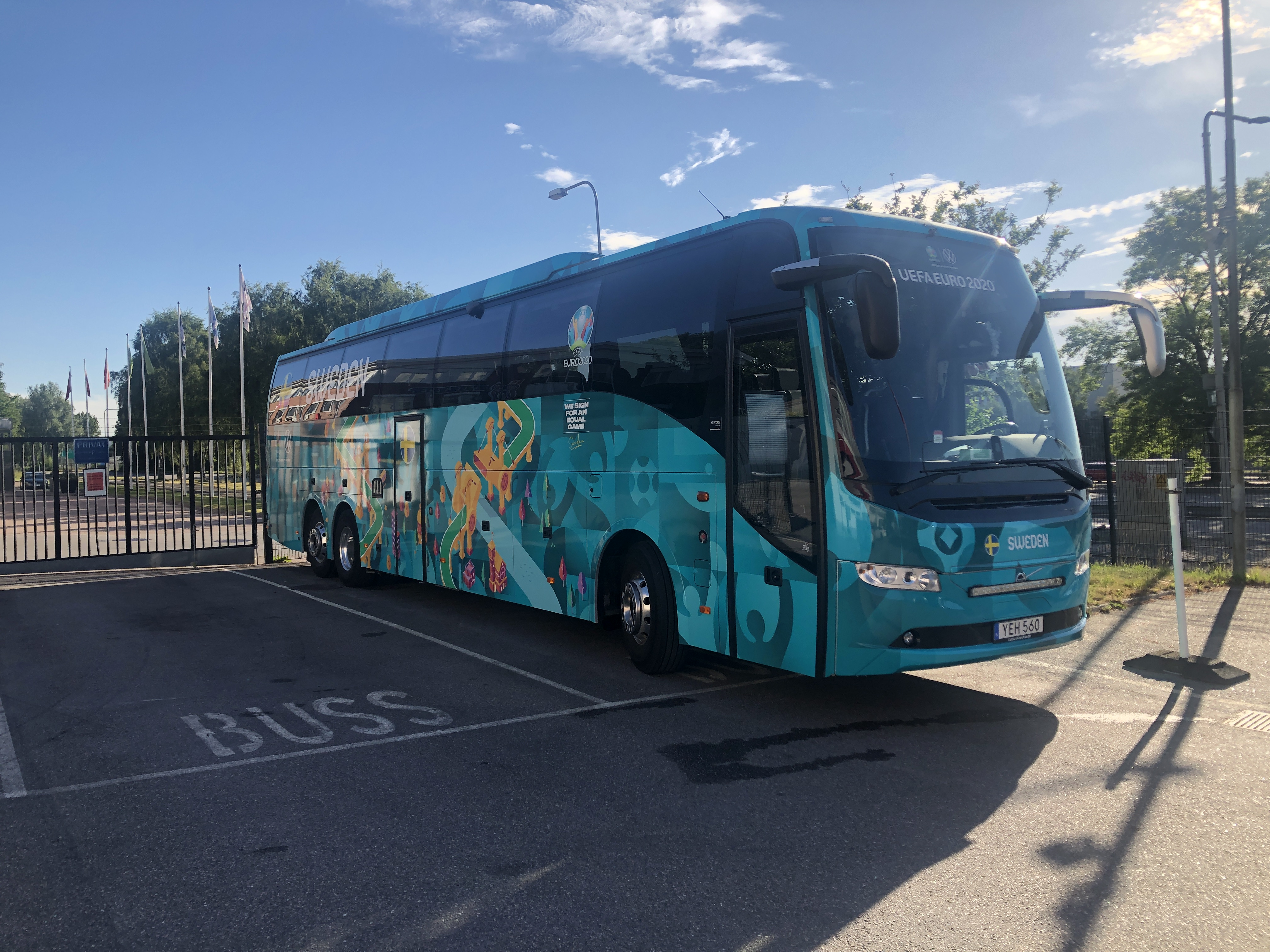
Sveriges landslagsbuss under EM 2020.

Sveriges åttondelsfinal spelades i Glasgow mot en grupptrea från en annan grupp, som visade sig bli Ukraina. Sverige öppnade matchen piggt och offensivt medan Ukraina inledningsvis ställde in sig mer på kontringsspel. Det var dock Ukrainas Oleksandr Zintjenko som gjorde det första målet i mitten av första halvlek och senare utsågs till matchens spelare. Forsberg reducerade i slutet av halvleken och Sverige höll 1–1 under ordinarie tid. Ukraina hade tagit över mer av spelet och övertaget blev ännu tydligare efter att Marcus Danielson blev utvisad tidigt i förlängningen. Sverige verkade inriktat på att hålla resultatet och få till en avgörande straffläggning, men på stopptid i den andra förlängningshalvleken avgjorde Artem Dovbyk för Ukraina.
Turneringens skyttekung i Sverige blev Emil Forsberg som stod för fyra mål. Efter EM valde flera svenska spelare att avsluta landslagskarriären.

#### Kval till VM 2022
Under kvalet till VM 2022 vann man samtliga hemmamatcher, men endast en bortamatch. Man lyckades ta sig till första playoff-rundan och vann mot Tjeckien med 1-0 efter förlängning, men förlorade avgörande playoffmatchen mot Polen och kvalade därmed inte till VM:et.

#### Kval till EM 2024 och Janne Andersson avgår
I kvalet till EM 2024 gick det fortsatt dåligt. Man inledde med en förlust på 3-0 hemma mot Belgien. Dock efterföljt av en komfortabel seger med 5-0 hemma mot Azerbajdzjan. Sedan kom dock ännu en förlust, med 2-0 borta mot Österrike. På hösten var det dags för hemmamöte med Österrike, ett par dagar efter en bortaseger mot Estland med 5-0. Sverige spelade bra i första halvlek, dock utan att göra mål. Andra halvlek gick sämre och det blev förlust med 3-1. Därmed krympte Sveriges chanser till EM ännu mer. Inför bortamatchen mot Belgien inträffade ett terrordåd i Bryssel där två svenska supportrar sköts till döds. Matchen avbröts därmed i halvtid och ett par dagar senare beslutade UEFA tillsammans med de två tävlande ländernas fotbollsförbund, att inte återuppta matchen, utan avsluta den med ställningen vid avbrytandet, 1-1 som slutresultat. Efter den matchen och med två omgångar kvar att spela stod det klart att Sverige missar EM för första gången sedan 1996. Dessutom åkte Sverige ner till C-Divisionen i Nations League, vilket gjorde att Janne Andersson beslöt sig för att avgå som förbundskapten så snart de två sista matcherna var avklarade. I näst sista omgången spelade Sverige borta mot Azerbajdzjan, då rankat 120 i världen jämfört med Sverige som då var rankat 23. Där blev det historiskt dåligt med en förlust med 3-0 efter att Azerbajdzjan gjorde 2 mål på de 6 inledande minuterna. I sista omgången hemma mot Estland, Janne Anderssons 94:e och sista match som förbundskapten blev det seger med 2-0. Och med det avgick Janne Andersson samtidigt som Albin Ekdal slutade i landslaget.

### 2024-: Jon Dahl Tomasson, första utländska förbundskaptenen
Den 26 februari 2024 utnämndes Jon Dahl Tomasson till förbundskapten för det svenska herrlandslaget, vilket markerar ett historiskt ögonblick då han är lagets första utländska förbundskapten. Tomasson, med en bakgrund som tränare för Blackburn i Championship och Malmö FF, där han ledde laget till två SM-guld och deltagande i Champions League, är också känd från sin tid som spelare med 110 landskamper och 52 mål för Danmark. Remy Reijnierse ansluter som assisterande förbundskapten, med en erfarenhet av över 15 år i Nederländernas fotbollsförbund och tidigare samarbete med Tomasson. Deras uppdrag börjar den 1 mars och avtalen löper över kvalet till VM 2026, med möjlighet till förlängning vid avancemang.
Den 9 mars meddelades att den förre landslagsspelaren Sebastian Larsson blir andre assisterande tränare och därmed tar plats i den nya förbundskaptenens ledarstab.

## Turneringshistorik

### Resultat i VM
| År     | Placering/Omgång | Matcher | Vinster | Oavgjorda* | Förluster | Mål   | Målskyttar |
| ------ | ---------------- | ------- | ------- | ---------- | --------- | ----- | --- |
| 1930   | Deltog ej        | –       | –       | –          | –         | –     | – |
| 1934   | Kvartsfinal      | 2       | 1       | 0          | 1         | 4–4   | Sven Jonasson (2), Knut Kroon (1), Gösta Dunker (1)                                                            |
| 1938   | 4:a              | 3       | 1       | 0          | 2         | 11–9  | Gustav Wetterström (3), Arne Nyberg (3), Harry Andersson (3), Tore Keller (1), Sven Jonasson (1)               |
| 1950   | Brons            | 5       | 2       | 1          | 2         | 11–15 | Stig Sundqvist (3), Calle Palmér (3), Sune Andersson (2), Hans Jeppson (2), Bror Mellberg (1)                  |
| 1954   | Ej kvalificerat  | –       | –       | –          | –         | –     | – |
| 1958   | Silver           | 6       | 4       | 1          | 1         | 12–7  | Agne Simonsson (4), Kurt Hamrin (4), Nils Liedholm (2), Gunnar Gren (1), Lennart Skoglund (1)                  |
| 1962   | Ej kvalificerat  | –       | –       | –          | –         | –     | – |
| 1966   | Ej kvalificerat  | –       | –       | –          | –         | –     | – |
| 1970   | Gruppspel        | 3       | 1       | 1          | 1         | 2–2   | Tom Turesson (1), Ove Grahn (1)                                                                                |
| 1974   | Gruppspel 2      | 6       | 2       | 2          | 2         | 7–6   | Ralf Edström (4), Roland Sandberg (2), Conny Torstensson (1)                                                   |
| 1978   | Gruppspel        | 3       | 0       | 1          | 2         | 1–3   | Thomas Sjöberg (1)                                                                                             |
| 1982   | Ej kvalificerat  | –       | –       | –          | –         | –     | – |
| 1986   | Ej kvalificerat  | –       | –       | –          | –         | –     | – |
| 1990   | Gruppspel        | 3       | 0       | 0          | 3         | 3–6   | Johnny Ekström (1), Glenn Strömberg (1), Tomas Brolin (1)                                                      |
| 1994   | Brons            | 7       | 3       | 3          | 1         | 15–8  | Kennet Andersson (5), Martin Dahlin (4), Tomas Brolin (3), Roger Ljung (1), Håkan Mild (1), Henrik Larsson (1) |
| 1998   | Ej kvalificerat  | –       | –       | –          | –         | –     | – |
| 2002   | Åttondelsfinal   | 4       | 1       | 2          | 1         | 5–5   | Henrik Larsson (3), Anders Svensson (1), Niclas Alexandersson (1)                                              |
| 2006   | Åttondelsfinal   | 4       | 1       | 2          | 1         | 3–4   | Fredrik Ljungberg (1), Marcus Allbäck (1), Henrik Larsson (1)                                                  |
| 2010   | Ej kvalificerat  | –       | –       | –          | –         | –     | – |
| 2014   | Ej kvalificerat  | –       | –       | –          | –         | –     | – |
| 2018   | Kvartsfinal      | 5       | 3       | 0          | 2         | 6–4   | Andreas Granqvist (2), Ludwig Augustinsson (1), Emil Forsberg (1), Ola Toivonen (1), självmål (1)              |
| 2022   | Ej kvalificerat  | –       | –       | –          | –         | –     | – |
| Totalt | 12/21            | 51      | 19      | 13         | 19        | 80–73 | Bästa målskyttar: Kennet Andersson och Henrik Larsson (5 mål)                                                  |

* Oavgjorda matcher inkluderar matcher som avgjorts genom straffsparksläggning.

### Resultat i EM
| År     | Omgång          | Matcher | Vinster | Oavgjorda* | Förluster | Mål   | Målskyttar                                                                                                |
| ------ | --------------- | ------- | ------- | ---------- | --------- | ----- | --- |
| 1960   | Deltog ej       | –       | –       | –          | –         | –     | – |
| 1964   | Ej kvalificerat | –       | –       | –          | –         | –     | – |
| 1968   | Ej kvalificerat | –       | –       | –          | –         | –     | – |
| 1972   | Ej kvalificerat | –       | –       | –          | –         | –     | – |
| 1976   | Ej kvalificerat | –       | –       | –          | –         | –     | – |
| 1980   | Ej kvalificerat | –       | –       | –          | –         | –     | – |
| 1984   | Ej kvalificerat | –       | –       | –          | –         | –     | – |
| 1988   | Ej kvalificerat | –       | –       | –          | –         | –     | – |
| 1992   | Semifinal       | 4       | 2       | 1          | 1         | 6–5   | Tomas Brolin (3), Jan Eriksson (2), Kennet Andersson (1)                                                  |
| 1996   | Ej kvalificerat | –       | –       | –          | –         | –     | – |
| 2000   | Gruppspel       | 3       | 0       | 1          | 2         | 2–4   | Johan Mjällby (1), Henrik Larsson (1)                                                                     |
| 2004   | Kvartsfinal     | 4       | 1       | 3          | 0         | 8–3   | Henrik Larsson (3), Zlatan Ibrahimović (2), Fredrik Ljungberg (1), Marcus Allbäck (1), Mattias Jonson (1) |
| 2008   | Gruppspel       | 3       | 1       | 0          | 2         | 3–4   | Zlatan Ibrahimović (2), Petter Hansson (1)                                                                |
| 2012   | Gruppspel       | 3       | 1       | 0          | 2         | 5–5   | Zlatan Ibrahimović (2), Olof Mellberg (1), Sebastian Larsson (1), självmål (1)                            |
| 2016   | Gruppspel       | 3       | 0       | 1          | 2         | 1–3   | självmål (1)                                                                                              |
| 2020   | Åttondelsfinal  | 4       | 2       | 2          | 0         | 5–4   | Emil Forsberg (4), Viktor Claesson (1)                                                                    |
| 2024   | Ej kvalificerat | –       | –       | –          | –         | –     | – |
| Totalt | 7/17            | 21      | 7       | 7          | 7         | 29–25 | Bäste målskytt: Zlatan Ibrahimović (6 mål).                                                               |

* Oavgjorda matcher inkluderar matcher som avgjorts genom straffsparksläggning. 

### Resultat i Nations League
| År      | Division | Grupp | Matcher | Vinster | Oavgjorda | Förluster | Gjorda mål | Insläppta mål |
| ------- | -------- | ----- | ------- | ------- | --------- | --------- | ---------- | ------------- |
| 2018–19 | B        | 2     | 4       | 2       | 1         | 1         | 5          | 3             |
| 2020–21 | A        | 3     | 6       | 1       | 0         | 5         | 5          | 13            |
| 2022–23 | B        | 4     | 6       | 1       | 1         | 4         | 7          | 11            |

### Resultat i OS
- 1908 – 4:a
- 1912 – Åttondelsfinal
- 1920 – Kvartsfinal
- 1924 – Brons
- 1928 – Deltog ej
- 1936 – Åttondelsfinal
- 1948 – Guld
- 1952 – Brons
- 1956–1960 – Deltog ej
- 1964 – Ej kvalificerat
- 1968–1980 – Deltog ej
- 1984-framåt – Se Sveriges U23-herrlandslag i fotboll

## Organisation
Det är förbundskaptenen som leder landslaget och är direkt underställd, tillsammans med de assisterande förbundskaptenerna, Svenska Fotbollförbundets styrelse. Allt praktiskt runt landslaget oavsett förbundskapten leds av team manager (landslagschef) Stefan Pettersson, trots yrkestiteln är han inte chef över förbundskaptenen och den assisterande förbundskaptenen men är dock involverad när Svenska Fotbollförbundet ska rekrytera nya förbundskaptener.

### Ledarstaben

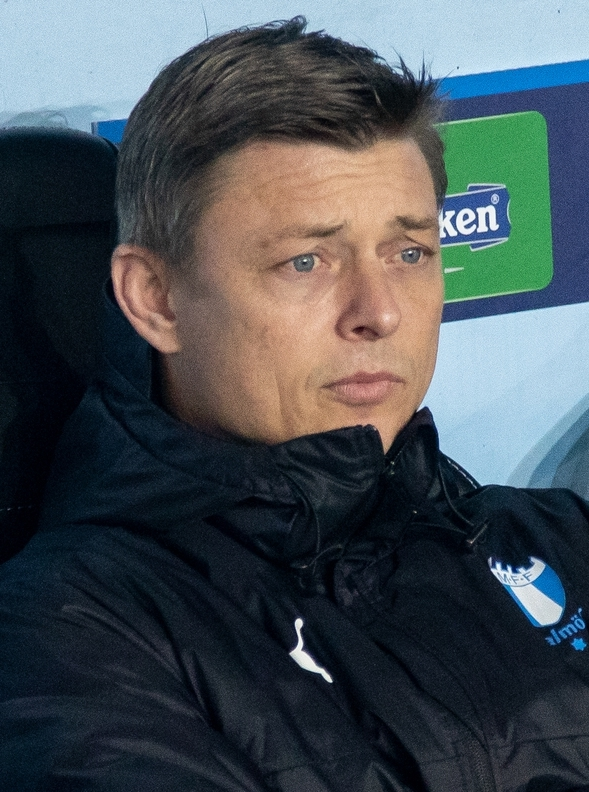
Jon Dahl Tomasson, 2021.

Uppdaterat: 14 juni 2024.
| Lagledning                         | Lagledning                         | Lagledning        | Lagledning        |
| Yrkestitel                         | Yrkestitel                         | Namn              | Namn              |
| ---------------------------------- | ---------------------------------- | ----------------- | ----------------- |
| Förbundskapten                     | Förbundskapten                     | Jon Dahl Tomasson | Jon Dahl Tomasson |
| Förste assisterande förbundskapten | Förste assisterande förbundskapten | Remy Reijnierse   | Remy Reijnierse   |
| Andre assisterande förbundskapten  | Andre assisterande förbundskapten  | Sebastian Larsson | Sebastian Larsson |
| Stab                               | Stab                               | Ledning           | Ledning           |
| Yrkestitel                         | Namn                               | Yrkestitel        | Namn              |
| Målvaktstränare                    | Maths Elfvendal                    | Team manager      | Stefan Pettersson |
| Matchanalytiker                    | Christoffer Bernspång              |                   |                   |
| Läkare                             | Jonas Werner                       |                   |                   |

### Mästerskap
Landslaget har kvalificerat sig till ett flertal EM- och VM-slutspel. Fotbollsförbundet har en organisation som förbereder landslaget för att de skall lyckas så bra som möjligt i turneringen. De skickar bland annat observatörer till matcher som spelas av Sveriges blivande motståndare för att kartlägga deras spelsystem, taktik samt svaga och starka sidor, samt planerar förberedelserna och turneringarna i minsta detalj, från tidiga samlingar av truppen, till vilka hotell som används samt träningsanläggningar, fritidsaktiviteter och matförsörjning.
Spelarna har ett prestationsbaserat belöningssystem för VM och EM-turneringar, i stort sett blir ersättningen högre ju bättre placering laget når i turneringen.

### Svenska förbundskaptener
Fram till 1962 hade Sverige ingen förbundskapten. Uttagning till landslaget skedde genom en kommitté av experter, den så kallade uttagningskommittén (UK) där bland andra Rudolf "Putte" Kock ingick. Engelsmannen George Raynor fungerade dock i praktiken som svensk förbundskapten vid Olympiska sommarspelen 1948 och Världsmästerskapet i fotboll 1958.
| År        | Förbundskapten(er)                 |
| --------- | ---------------------------------- |
| 1962–1965 | Lennart Nyman                      |
| 1965–1970 | Orvar Bergmark                     |
| 1970–1979 | Georg "Åby" Ericson                |
| 1980–1986 | Lars "Laban" Arnesson              |
| 1986–1990 | Olle Nordin                        |
| 1990      | Nisse Andersson1                   |
| 1991–1997 | Tommy Svensson                     |
| 1997–2001 | Tommy Söderberg                    |
| 2001–2004 | Tommy Söderberg och Lars Lagerbäck |
| 2004–2009 | Lars Lagerbäck2                    |
| 2009–2016 | Erik Hamrén                        |
| 2016–2023 | Janne Andersson                    |
| 2024      | Daniel Bäckström3                  |
| 2024–     | Jon Dahl Tomasson                  |

1) Nisse Andersson var tillfällig förbundskapten 1990.

2) Som förbundskaptenens assistent tjänstgjorde Roland Andersson.

3) Daniel Bäckström var tillfällig förbundskapten under januariturnén 2024.

### Sveriges landslagsdresser
De svenska landslagsdresserna tillverkas sedan år 2013 av Adidas. Sverige använder sig av ett hemmaställ bestående av en gul tröja med blå detaljer, blå shorts med gula detaljer, samt gula strumpor med blå detaljer. Till Europamästerskapet i fotboll 2008 hade Sverige bytt bortaställ till ett mörkblått med gula detaljer.
Tidigare var det Umbro som tillverkade Sveriges landslagsdresser.

### Sponsorer
Huvudsponsor: Svenska Spel
Nationella partners: Sportbladet, Bauhaus, Folksam, Ica, NeH, Scandic och Swedbank.

## Statistik

### Rekordsiffror
Uppdaterad 26 mars 2023
Äldsta målvakten
- Thomas Ravelli (38 år och 59 dagar vid match mot Estland 11 oktober 1997.)

Äldsta utespelaren
- Zlatan Ibrahimović (41 år och 172 dagar vid match mot Belgien den 24 mars 2023.)

Yngsta spelaren
- Gunnar Pleijel (17 år och 72 dagar vid match mot Finland 1911.)

Yngsta målgöraren
- Alexander Isak (17 år och 114 dagar, 1–0 i 19:e minuten mot Slovakien, 12 jan 2017.)

Första landskampen
- Sverige 11–3 Norge  (Göteborg, Sverige; 12 juli 1908)

Största vinster
- Sverige 12–0 Lettland  (Stockholm, Sverige; 29 maj 1927)
- Sverige 12–0 Sydkorea  vid OS 1948 (London, England; 5 augusti 1948)

Största förlust
- Storbritannien 12–1 Sverige  vid OS 1908 (London, England; 20 oktober 1908)

Största slutspelssegern (ej OS)
- VM 1938:  Sverige 8–0 Kuba , 12 juni 1938

Största kvalsegern (ej OS)
- VM 2018:  Sverige 8–0 Luxemburg , 7 oktober 2017[201]

Största slutspelsförlusten (ej OS)
- VM 1950:  Brasilien 7–1 Sverige , 3 juli 1950[202]

Största kvalförlusten (ej OS)
- VM 1938:  Tyskland 5–0 Sverige , 21 november 1937[203]

Flest VM-slutspelsmatcher
- Henrik Larsson, 13 st[204][205][206]

Flest EM-slutspelsmatcher
- Zlatan Ibrahimović, Olof Mellberg, Andreas Isaksson 13 st

Flest landslagsmål
- Zlatan Ibrahimović, 62 mål på 122 landskamper[207]

Bästa målskytt i både VM- och EM-slutspel
- Henrik Larsson, 9 mål. (5 mål i VM, 4 mål i EM)

Bästa målskyttar i VM
- Kennet Andersson, Henrik Larsson, 5 mål[204][205][206]

Bästa målskyttar i EM
- Zlatan Ibrahimović, 6 mål[208][209][210]

Bästa målskyttar i OS
- Herbert Carlsson, Gunnar Nordahl, 7 mål[211][212]

Snabbaste målet i en tävlingsmatch
- 27 sekunder. Av Zlatan Ibrahimović i VM-kvalmatchen Kazakstan–Sverige 10 september 2013.

Flest mästerskap (EM och VM) som spelare
- Henrik Larsson, 6 st (VM 94, EM 00, VM 02, EM 04, VM 06, EM 08)
- Olof Mellberg, 6 st (EM 00, VM 02, EM 04, VM 06, EM 08, EM 12)
- Zlatan Ibrahimović, 6 st (VM 02, EM 04, VM 06, EM 08, EM 12, EM 16)

Flest mästerskap (EM och VM) som förbundskapten
- Lars Lagerbäck, 5 st (EM 00, VM 02, EM 04, VM 06, EM 08)

Flest VM som förbundskapten
- József Nagy, 2 st (1934, 1938)
- George Raynor, 2 st (1950, 1958)
- Georg "Åby" Ericson, 2 st (1974, 1978)
- Lars Lagerbäck, 2 st (2002, 2006)

Flest EM som förbundskapten
- Lars Lagerbäck, 3 st (2000, 2004, 2008)

### Topp 20 spelare med flest landskamper
För utförlig lista se Lista över svenska landslagsspelare i fotboll.
Spelare i fet stil är fortfarande aktuella för landslagsspel.
Uppdaterad 19 november 2024
| Nr | Namn                 | Karriär   | Matcher | Mål |
| -- | -------------------- | --------- | ------- | --- |
| 1  | Anders Svensson      | 1999–2013 | 148     | 21  |
| 2  | Thomas Ravelli       | 1981–1997 | 143     | 0   |
| 3  | Andreas Isaksson     | 2002–2016 | 133     | 0   |
| 3  | Sebastian Larsson    | 2008–2021 | 133     | 10  |
| 5  | Kim Källström        | 2001–2016 | 131     | 16  |
| 6  | Zlatan Ibrahimović   | 2001–2023 | 122     | 62  |
| 7  | Olof Mellberg        | 2000–2012 | 117     | 8   |
| 8  | Roland Nilsson       | 1986–2000 | 116     | 2   |
| 9  | Björn Nordqvist      | 1963–1978 | 115     | 0   |
| 10 | Niclas Alexandersson | 1993–2008 | 109     | 7   |
| 11 | Henrik Larsson       | 1993–2009 | 104     | 37  |
| 12 | Patrik Andersson     | 1992–2002 | 96      | 3   |
| 13 | Orvar Bergmark       | 1951–1965 | 94      | 0   |
| 13 | Mikael Lustig        | 2008–2021 | 94      | 6   |
| 15 | Marcus Berg          | 2008–2021 | 90      | 24  |
| 15 | Emil Forsberg        | 2014–     | 90      | 21  |
| 17 | Andreas Granqvist    | 2006–2021 | 88      | 9   |
| 18 | Teddy Lučić          | 1995–2006 | 86      | 0   |
| 19 | Johan Elmander       | 2002–2015 | 85      | 20  |
| 20 | Kennet Andersson     | 1990–2000 | 83      | 31  |

### Topp 20 spelare med flest mål
Spelare i fet stil är fortfarande aktuella för landslagsspel.
Uppdaterad 19 november 2024
| Nr | Namn               | Karriär   | Mål | Matcher | Mål/match |
| -- | ------------------ | --------- | --- | ------- | --------- |
| 1  | Zlatan Ibrahimović | 2001–2023 | 62  | 122     | 0,51      |
| 2  | Sven Rydell        | 1921–1932 | 49  | 43      | 1,14      |
| 3  | Gunnar Nordahl     | 1942–1948 | 43  | 33      | 1,30      |
| 4  | Henrik Larsson     | 1993–2009 | 37  | 106     | 0,35      |
| 5  | Gunnar Gren        | 1939–1958 | 32  | 57      | 0,56      |
| 6  | Kennet Andersson   | 1990–2000 | 31  | 83      | 0,37      |
| 7  | Marcus Allbäck     | 1999–2008 | 30  | 74      | 0,41      |
| 8  | Martin Dahlin      | 1991–1997 | 29  | 60      | 0,48      |
| 9  | Tomas Brolin       | 1990–1995 | 27  | 47      | 0,57      |
| 9  | Agne Simonsson     | 1956–1961 | 27  | 51      | 0,41      |
| 11 | Marcus Berg        | 2008–2021 | 24  | 90      | 0,27      |
| 12 | Per Kaufeldt       | 1921–1931 | 23  | 33      | 0,70      |
| 13 | Karl Gustafsson    | 1908–1924 | 22  | 32      | 0,69      |
| 14 | Albin Dahl         | 1919–1931 | 21  | 29      | 0,72      |
| 14 | Emil Forsberg      | 2014–     | 21  | 90      | 0,23      |
| 14 | Anders Svensson    | 1999–2013 | 21  | 148     | 0,14      |
| 17 | Nils-Åke Sandell   | 1952–1956 | 20  | 20      | 1,00      |
| 17 | Erik Persson       | 1930–1939 | 20  | 32      | 0,62      |
| 17 | Sven Jonasson      | 1932–1940 | 20  | 42      | 0,48      |
| 17 | Johan Elmander     | 2002–2015 | 20  | 85      | 0,24      |

## Spelare

### Nuvarande trupp
Följande 23 spelare var uttagna till vänskapsmatcherna mot Ungern och Algeriet den 6 respektive 10 juni 2025.
Antalet landskamper och mål är korrekta per den 11 juni 2025 efter matchen mot Algeriet.
| Nr | Pos. | Namn                   | Födelsedatum (ålder) | Matcher | Mål |           | Klubb                  |  |
| -- | ---- | ---------------------- | -------------------- | ------- | --- | --------- | ---------------------- |  |
|    | MV   | Robin Olsen            | 8 januari 1990       | 77      | 0   | Sverige   | Malmö FF               |  |
|    | MV   | Kristoffer Nordfeldt   | 23 juni 1989         | 18      | 0   | Sverige   | AIK                    |  |
|    | MV   | Viktor Johansson       | 14 september 1998    | 9       | 0   | England   | Stoke City             |  |
|    |      |                        |                      |         |     |           |                        |  |
|    | F    | Ken Sema               | 30 september 1993    | 28      | 5   | Cypern    | Pafos                  |  |
|    | F    | Isak Hien              | 13 januari 1999      | 21      | 0   | Italien   | Atalanta               |  |
|    | F    | Gabriel Gudmundsson    | 29 april 1999        | 15      | 0   | England   | Leeds United           |  |
|    | F    | Emil Holm              | 13 maj 2000          | 14      | 2   | Italien   | Bologna                |  |
|    | F    | Hjalmar Ekdal          | 21 oktober 1998      | 9       | 0   | England   | Burnley                |  |
|    | F    | Daniel Svensson        | 12 februari 2002     | 3       | 0   | Tyskland  | Borussia Dortmund      |  |
|    | F    | Samuel Dahl            | 4 mars 2003          | 2       | 0   | Portugal  | Benfica                |  |
|    | F    | Victor Eriksson        | 17 september 2000    | 1       | 0   | Sverige   | Hammarby IF            |  |
|    | F    | Axel Norén             | 4 april 1999         | 0       | 0   | Sverige   | Mjällby AIF            |  |
|    | F    | John Mellberg          | 30 juli 2006         | 0       | 0   | Österrike | Red Bull Salzburg      |  |
|    |      |                        |                      |         |     |           |                        |  |
|    | MF   | Jesper Karlström       | 21 juni 1995         | 19      | 0   | Italien   | Udinese                |  |
|    | MF   | Anton Salétros         | 12 april 1996        | 15      | 1   | Sverige   | AIK                    |  |
|    | MF   | Yasin Ayari            | 6 oktober 2003       | 12      | 2   | England   | Brighton & Hove Albion |  |
|    | MF   | Hugo Larsson           | 27 juni 2004         | 10      | 0   | Tyskland  | Eintracht Frankfurt    |  |
|    | MF   | Besfort Zeneli         | 21 november 2002     | 3       | 0   | Sverige   | IF Elfsborg            |  |
|    | MF   | Hugo Bolin             | 24 juli 2003         | 2       | 0   | Sverige   | Malmö FF               |  |
|    |      |                        |                      |         |     |           |                        |  |
|    | A    | Jordan Larsson         | 20 juni 1997         | 8       | 1   | Danmark   | FC Köpenhamn           |  |
|    | A    | Benjamin Nygren        | 8 juli 2001          | 4       | 2   | Skottland | Celtic                 |  |
|    | A    | Alexander Bernhardsson | 8 september 1998     | 3       | 0   | Tyskland  | Holstein Kiel          |  |
|    | A    | Momodou Sonko          | 31 januari 2005      | 0       | 0   | Belgien   | Gent                   |  |

### Nyligen inkallade
Följande spelare har varit uttagna i det svenska landslaget de senaste 12 månaderna.
| MV | Oliver Dovin             | 11 juli 2002      | 2  | 0  | Coventry City                      | mot Nordirland 25 mars 2025            |  |  |
| MV | Jacob Widell Zetterström | 11 juli 1998      | 1  | 0  | Derby County                       | mot Azerbajdzjan 19 november 2024      |  |  |
|    |                          |                   |    |    |                                    |                                        |  |  |
| F  | Victor Nilsson Lindelöf  | 17 juli 1994      | 71 | 3  | -                                  | mot Ungern 6 juni 2025 Återbud         |  |  |
| F  | Carl Starfelt            | 1 juni 1995       | 14 | 0  | Celta Vigo                         | mot Nordirland 25 mars 2025            |  |  |
| F  | Gustaf Lagerbielke       | 10 april 2000     | 3  | 1  | Braga                              | mot Nordirland 25 mars 2025            |  |  |
| F  | Henrik Castegren         | 28 mars 1996      | 1  | 0  | IK Sirius                          | mot Azerbajdzjan 19 november 2024      |  |  |
| F  | Nils Zätterström         | 29 mars 2005      | 1  | 0  | Malmö FF                           | mot Azerbajdzjan 19 november 2024      |  |  |
| F  | Emil Krafth              | 2 augusti 1994    | 50 | 0  | Newcastle United                   | mot Slovakien 16 november 2024 Återbud |  |  |
| F  | Eric Smith               | 8 januari 1997    | 0  | 0  | St. Pauli                          | mot Slovakien 16 november 2024 Återbud |  |  |
| F  | Ludwig Augustinsson      | 21 april 1994     | 56 | 2  | Anderlecht                         | mot Estland 14 oktober 2024            |  |  |
| F  | Alex Douglas             | 17 augusti 2001   | 4  | 0  | Lech Poznan                        | mot Estland 14 oktober 2024            |  |  |
| F  | Linus Wahlqvist          | 11 november 1996  | 16 | 0  | Pogoń Szczecin                     | mot Estland 8 september 2024           |  |  |
| F  | Edvin Kurtulus           | 5 mars 2000       | 4  | 0  | Ludogorets Razgrad                 | mot Estland 8 september 2024           |  |  |
|    |                          |                   |    |    |                                    |                                        |  |  |
| MF | Niclas Eliasson          | 7 december 1995   | 8  | 0  | AEK Aten                           | mot Nordirland 25 mars 2025            |  |  |
| MF | Sebastian Nanasi         | 16 maj 2002       | 8  | 3  | Strasbourg                         | mot Nordirland 25 mars 2025            |  |  |
| MF | Melker Widell            | 19 april 2002     | 1  | 0  | Swansea City                       | mot Nordirland 25 mars 2025            |  |  |
| MF | Lucas Bergvall           | 2 februari 2006   | 4  | 0  | Tottenham Hotspur                  | mot Luxemburg 22 mars 2025 Återbud     |  |  |
| MF | Emil Forsberg            | 23 oktober 1991   | 90 | 21 | New York Red Bulls                 | mot Azerbajdzjan 19 november 2024      |  |  |
| MF | Simon Olsson             | 14 september 1997 | 3  | 0  | IF Elfsborg                        | mot Estland 14 oktober 2024            |  |  |
| MF | Mattias Svanberg         | 5 januari 1999    | 35 | 2  | Wolfsburg                          | mot Estland 8 september 2024           |  |  |
| MF | Jens Cajuste             | 10 augusti 1999   | 25 | 0  | Ipswich Town (Utlånad från Napoli) | mot Estland 8 september 2024           |  |  |
|    |                          |                   |    |    |                                    |                                        |  |  |
| A  | Anthony Elanga           | 27 april 2002     | 22 | 4  | Newcastle United                   | mot Ungern 6 juni 2025                 |  |  |
| A  | Alexander Isak           | 21 september 1999 | 52 | 16 | Newcastle United                   | mot Ungern 6 juni 2025 Återbud         |  |  |
| A  | Viktor Gyökeres          | 4 juni 1998       | 26 | 15 | Arsenal                            | mot Ungern 6 juni 2025 Återbud         |  |  |
| A  | Gustaf Nilsson           | 23 maj 1997       | 8  | 3  | Club Brugge                        | mot Ungern 6 juni 2025 Återbud         |  |  |
| A  | Dejan Kulusevski         | 25 april 2000     | 45 | 5  | Tottenham Hotspur                  | mot Azerbajdzjan 19 november 2024      |  |  |
| A  | Isac Lidberg             | 8 september 1998  | 1  | 0  | Darmstadt 98                       | mot Azerbajdzjan 19 november 2024      |  |  |

### Tidigare landslaguppställningar
| Världsmästerskapet - Sveriges fotbollslandslag i VM 1934 - Sveriges fotbollslandslag i VM 1938 - Sveriges fotbollslandslag i VM 1950 - Sveriges fotbollslandslag i VM 1958 - Sveriges fotbollslandslag i VM 1970 - Sveriges fotbollslandslag i VM 1974 - Sveriges fotbollslandslag i VM 1978 - Sveriges fotbollslandslag i VM 1990 - Sveriges fotbollslandslag i VM 1994 - Sveriges fotbollslandslag i VM 2002 - Sveriges fotbollslandslag i VM 2006 - Sveriges fotbollslandslag i VM 2018 | Olympiska sommarspelen - Sveriges fotbollslandslag i OS 1908 - Sveriges fotbollslandslag i OS 1912 - Sveriges fotbollslandslag i OS 1920 - Sveriges fotbollslandslag i OS 1924 - Sveriges fotbollslandslag i OS 1936 - Sveriges fotbollslandslag i OS 1948 - Sveriges fotbollslandslag i OS 1952 - Sveriges fotbollslandslag i OS 1988 - Sveriges fotbollslandslag i OS 1992 - Sveriges fotbollslandslag i OS 2016 | Europamästerskapet - Sveriges fotbollslandslag i EM 1992 - Sveriges fotbollslandslag i EM 2000 - Sveriges fotbollslandslag i EM 2004 - Sveriges fotbollslandslag i EM 2008 - Sveriges fotbollslandslag i EM 2012 - Sveriges fotbollslandslag i EM 2016 - Sveriges fotbollslandslag i EM 2020 |

## Sveriges matchställ

### Historiska fotbollsdräkter

#### Hemma
| 1934 | 1938 | 1950 | 1958 | 1970 | 1974              | 1978 | 1990 | 1992 | 1994 |
| 1998 | 2000 | 2002 | 2004 | 2006 | 2006 (alternativ) | 2008 | 2010 | 2012 |      |
| 2013 | 2014 | 2016 | 2018 | 2020 | 2022              |      |      |      |      |

#### Borta
| 1990 | 1994 | 1998 | 2000 | 2002 | 2002 (special för en match) | 2008 | 2012 | 2013 | 2014 |
| 2016 | 2018 | 2020 | 2022 |      |                             |      |      |      |      |

## Mästerskapslåtar

### Officiella
Sedan 1950-talet har officiella låtar gjorts till alla EM- och VM-turneringar där Sverige deltagit i slutspelet.
| År/turnering | Artist                                       | Låtnamn                         | Övrigt                                                                      |
| ------------ | -------------------------------------------- | ------------------------------- | --------------------------------------------------------------------------- |
| VM 1950      | Tompa Jahn                                   | Svenska landslaget i landsflykt | -                                                                           |
| VM 1958      | Nacka Skoglund                               | Vi hänger me'                   | -                                                                           |
| VM 1970      | ?                                            | ?                               | -                                                                           |
| VM 1974      | Svenska fotbollslandslaget och Georg Ericson | Vi är svenska fotbollsgrabbar   | -                                                                           |
| VM 1978      | VM-truppen och Schytts                       | Vi gör så gott vi kan           | -                                                                           |
| VM 1990      | After Shave                                  | Ciao ciao Italia                | -                                                                           |
| EM 1992      | Peter Jöback och Towe Jaarnek                | More Than a Game                | Sverige var värdland, "More than a game" var officiell låt för turneringen. |
| VM 1994      | GES                                          | När vi gräver guld i USA        | -                                                                           |
| EM 2000      | Staffan Hellstrand                           | Explodera                       | -                                                                           |
| VM 2002      | Magnus Uggla                                 | Vi ska till VM                  | -                                                                           |
| EM 2004      | Markoolio                                    | In med bollen                   | -                                                                           |
| VM 2006      | Tomas Ledin                                  | Vi är på gång                   | -                                                                           |
| EM 2008      | Elias feat. Frans                            | Fotbollsfest                    | -                                                                           |
| EM 2012      | Neverstore                                   | Vi mot världen                  | -                                                                           |
| EM 2016      | Frej Larsson och Joy                         | Mitt team                       | -                                                                           |
| VM 2018      | Gyllene Tider och Linnea Henriksson          | Bäst när det gäller             | -                                                                           |
| EM 2020      | Anis Don Demina och SAMI                     | Flaggan i topp                  | -                                                                           |

### Inofficiella
Det har även gjort inofficiella fotbollslåtar till mästerskapen. Här några i urval.
- Långa bollar på Bengt - Svenne Rubins, EM 1992
- Mera mål - Markoolio, EM 2000
- Global Fussball OK - med Tyskarna från Lund, VM 2002
- VM-guld 2002 - Martin Svensson, VM 2002
- Res er för Sverige - Micke Dubois ("Svullo"), VM 2002
- Sverige, det bästa på vår jord - Markoolio, EM 2008
- Svenska vrål - Mojje, EM 2008
- Sparka på bollen - I Just Want To Be Cool, EM 2016
- Kämpa Sverige - I Just Want To Be Cool, VM 2018
- Vi Sjunger - De Vet Du, VM 2018
- Hela vägen hem - JLC, VM 2018
- Put Your Hands Up för Sverige - Samir & Viktor och Anis Don Demina, VM 2018
- Ge oss mål - Markoolio, VM 2018
- Vi Vinner! - Dom Viktiga Skorna, VM 2018
- När vi gräver olja i Qatar - Gula Gången, VM 2022[215]